# Engleska nogometna reprezentacija
Engleska nogometna reprezentacija predstavlja Englesku u sportu nogometu. Svoju je prvu službenu utakmicu odigrala još u 19. stoljeću, pa je jedna od najstarijih na svijetu. Najveći je uspjeh Engleza osvajanje Svjetskog prvenstva 1966. godine. U finalu su na svom Wembleyju savladali Njemačku rezultatom 4:2 nakon produžetaka. Na europskim prvenstvima najveći im je uspjeh osvojeno drugo mjesto na dvama europskim prvenstvima, 2020. i 2024.

## Rezultati na Svjetskim prvenstvima
| Godina | Runda            | Poz. | Uta. | Pob. | Ner. | Por. | DGo. | PGo. |
| ------ | ---------------- | ---- | ---- | ---- | ---- | ---- | ---- | ---- |
| 1930.  | Nisu sudjelovali |      |      |      |      |      |      |      |
| 1934.  | Nisu sudjelovali |      |      |      |      |      |      |      |
| 1938.  | Nisu sudjelovali |      |      |      |      |      |      |      |
| 1950.  | 1. krug          | -    | 3    | 1    | 0    | 2    | 2    | 2    |
| 1954.  | Četvrtfinale     | -    | 3    | 1    | 0    | 2    | 8    | 8    |
| 1958.  | 1. krug          | -    | 3    | 0    | 3    | 0    | 4    | 4    |
| 1962.  | Četvrtfinale     | -    | 4    | 1    | 1    | 2    | 5    | 6    |
| 1966.  | Finale           | 1    | 6    | 5    | 1    | 0    | 11   | 3    |
| 1970.  | Četvrtfinale     | -    | 4    | 2    | 0    | 2    | 4    | 4    |
| 1974.  | Nisu sudjelovali |      |      |      |      |      |      |      |
| 1978.  | Nisu sudjelovali |      |      |      |      |      |      |      |
| 1982.  | 2. krug          | -    | 5    | 3    | 2    | 0    | 6    | 1    |
| 1986.  | Četvrtfinale     | -    | 5    | 2    | 1    | 2    | 7    | 3    |
| 1990.  | Polufinale       | 4    | 6    | 3    | 3    | 0    | 7    | 4    |
| 1994.  | Nisu sudjelovali |      |      |      |      |      |      |      |
| 1998.  | Osmina finala    | -    | 4    | 2    | 1    | 1    | 7    | 4    |
| 2002.  | Četvrtfinale     | -    | 5    | 2    | 2    | 1    | 6    | 3    |
| 2006.  | Četvrtfinale     | -    | 5    | 3    | 2    | 0    | 6    | 2    |
| 2010.  | Osmina finala    | -    | 4    | 1    | 2    | 1    | 3    | 5    |
| 2014.  | 1. krug          | -    | 3    | 0    | 1    | 2    | 2    | 4    |
| 2018.  | Četvrto mjesto   | 4    | 7    | 3    | 1    | 3    | 12   | 8    |
| 2022.  | Četvrtfinale     | -    |      |      |      |      |      |      |
| Ukupno | -                | -    | 67   | 29   | 20   | 18   | 100  | 61   |

## Povijest
Engleska nogometna reprezentacija je jedna od najstarijih u svijetu, formirana je u isto vrijeme kada i Škotska. Prijateljska utakmica između Engleske i Škotske odigrana je 5. ožujka 1870. Uzvrat su organizirali Škoti 30. studenog 1872. Ova utakmica, igrana u Hamilton Crescentu u Škotskoj, smatra se prvim službenim međunarodnim nogometnim susretom. U početku, Engleska nije imala stalni stadion. Pridružili su se FIFA-i 1906, te uskoro odlaze na turneju po Srednjoj Europi. Wembley stadion je otvoren 1923. i postao je njihov domaći teren. Odnos između Engleske i FIFA-e međutim postaje napet i to je rezultiralo njihovim odlaskom iz FIFA-e 1928., da bi se pridružili tek 1946. Zbog toga, oni se ne natječu na Svjetskom prvenstvu do 1950., kada trpe 1:0 poraz od Sjedinjenih Država, te ne uspjevaju proći prvi krug. Prvi poraz na domaćem terenu od tima izvan UK-a bio je 0:2 poraz od Republike Irske, 21. rujna 1949. na Goodison Parku. 6:3 poraz 1953. od Mađarske, bio je njihov prvi poraz na Wembleyju od momčadi sastavljene od igrača izvan britanskog otočja. U uzvratu u Budimpešti, Mađarska je pobijedila 7:1. To još uvijek stoji kao najveći engleski poraz ikad. Nakon utakmice, zbunjeni Syd Owen je rekao: "To je kao da igraju ljudi iz svemira". 
Na Svjetskom prvenstvu 1954., Ivor Broadis postiže dva gola čime postaje prvi igrač Engleske koji je postigao dva gola u utakmici na SP. Nakon što je vidjela četvrtfinale po prvi put, Engleska je izgubila 4:2 od Urugvaja. 
Iako je Walter Winterbottom imenovan za prvog pravog izbornika 1946., tim je još uvijek odabiralo povjerenstvo, do Alf Ramseya 1963. SP 1966. se igralo u Engleskoj i Alf Ramsey je vodio Englesku do pobjede 4:2 protiv Zapadne Njemačke u finalu, u kojem Geoff Hurst zabio hat-trick.  
Engleska se kvalificirala za Svjetsko prvenstvo 1970. u Meksiku kao branitelj naslova. Stigli su do četvrtfinala, ali su ispali od Zapadne Njemačke. Engleska je vodila 2:0, ali su na kraju poraženi 3:2 nakon produžetaka. Engleska se uspjela kvalificirati i na SP 1974. i 1978. Pod Ron Greenwoodom odlaze na SP 1982. u Španjolskoj, a eliminirani su u drugom krugu bez izgubljene utakmice. Bobby Robson momčad je vodio puno bolje 1986. te je Engleska dosegla četvrtfinale Svjetskog prvenstva 1986. te završila na četvrtom mjestu u Italiji 1990. 
1990. promijenjana su četiri izbornika, svaki u ulozi u relativno kratkom razdoblju. Graham Taylor je bio Robsonov nasljednik, ali je otišao nakon što se Engleska nije uspjela kvalificirati na Svjetsko prvenstvo 1994. Na Euru '96, koji je održan u Engleskoj, Terry Venables je doveo Englesku do njihovog najboljeg nastupa na Europskom prvenstvu, dosegnuvši polufinale. On je podnio ostavku nakon istraga o njegovoj financijskoj djelatnosti i njegov nasljednik, Glenn Hoddle, slično njemu je napustio posao zbog nenogometnih razloga nakon samo jednog međunarodnog turnira - SP-a 1998. u Francuskoj kada su bili eliminirani u drugom krugu. Nakon odlaska Hoddlea, Kevin Keegan je odveo Englesku na Euro 2000, ali nastupi su bili razočaravajući, a on je ubrzo nakon toga podnio ostavku. 
Sven-Göran Eriksson je vodio momčad od 2001. do 2006. i bio je prvi ne-engleski izbornik u Engleskoj. Unatoč kontroverzama iz njegova osobnog života, Eriksson je bio popularan kod većine navijača. On je vodio Englesku do četvrtfinala Svjetskog prvenstva 2002. i 2006. Izgubio je samo pet natjecateljskih utakmica tijekom svoga mandata i Englesku doveo do 4. mjesta svjetskog poretka. Njegov je ugovor zatim produžen za još dvije godine, ali raskinut je na Svjetskom prvenstvu 2006. godine.
Steve McClaren je bio imenovan glavnim trenerom. Njegova vladavina donijela je malo uspjeha, s Engleskom se nije uspio kvalificirati na Euro 2008. McClaren je podnio ostavku 22. studenog 2007., nakon samo 16 mjeseci za kormilom. Zamijenio ga je 14. prosinca 2007. bivši trener Real Madrida i AC Milana Fabio Capello. Capello je odradio svoju prvu utakmicu 6. veljače 2008. protiv Švicarske, koju je Engleska pobijedila 2:1. Pod Capellom, Engleska je pobijedila sve osim jedne kvalifikacijske utakmice. 5:1 pobjeda nad Hrvatskom na Wembleyu osigurala im je plasman na završni turnir dvije utakmice prije kraja, podvig koji nikada nije postignut prije toga. 
Svjetsko prvenstvo 2010., međutim, ispostavilo se kao veliko razočaranje. Engleska je igrala neriješeno svoje prve dvije utakmice. Prošli su u sljedeći krug, gdje su ih tukli Nijemci 4:1, nanijevši im najteži poraz na Svjetskom prvenstvu.
Na Euru 2020. Engleska je osvojila srebrnu medalju nakon poraza od Italije od 3:2 (1:1) u raspucavanju. 9. lipnja 2019. Engleska je osvojila 3. mjesto u prvom izdanju UEFA Lige nacija protiv Švicarske (0-0) boljim izvođenjem jedanaesteraca (6-5). Zanimljivo, to je prvo uspješno raspucavanje ove reprezentacije u povijesti velikih natjecanja.

### Engleska
Izbornik: Gareth Southgate
Engleski izbornik objavio je konačni popis igrača za Svjetsko prvenstvo 2022. 10. studenog 2022.
Nastupi i golovi zadnji put su ažurirani 26. rujna 2022. nakon utakmice protiv Njemačke.
| 0#0 | Poz. | Igrač                  | Datum rođenja (dob) | Nastupi | Golovi | Klub              |
| --- | ---- | ---------------------- | ------------------- | ------- | ------ | ----------------- |
| 1   | G    | Jordan Pickford        | 7. ožujka 1994.     | 45      | 0      | Everton           |
| 2   | B    | Kyle Walker            | 28. svibnja 1990.   | 70      | 0      | Manchester City   |
| 3   | B    | Luke Shaw              | 12. srpnja 1995.    | 23      | 3      | Manchester United |
| 4   | V    | Declan Rice            | 14. siječnja 1999.  | 34      | 2      | West Ham United   |
| 5   | B    | John Stones            | 28. svibnja 1994.   | 59      | 3      | Manchester City   |
| 6   | B    | Harry Maguire          | 5. ožujka 1993.     | 48      | 7      | Manchester United |
| 7   | N    | Jack Grealish          | 10. rujna 1995.     | 24      | 1      | Manchester City   |
| 8   | V    | Jordan Henderson       | 17. lipnja 1990.    | 70      | 2      | Liverpool         |
| 9   | N    | Harry Kane (kapetan)   | 28. srpnja 1993.    | 75      | 51     | Tottenham Hotspur |
| 10  | N    | Raheem Sterling        | 8. prosinca 1994.   | 79      | 19     | Chelsea           |
| 11  | N    | Marcus Rashford        | 31. listopada 1997. | 46      | 12     | Manchester United |
| 12  | B    | Kieran Trippier        | 19. rujna 1990.     | 37      | 1      | Newcastle United  |
| 13  | G    | Nick Pope              | 19. travnja 1992.   | 10      | 0      | Newcastle United  |
| 14  | V    | Kalvin Phillips        | 2. prosinca 1995.   | 23      | 0      | Manchester City   |
| 15  | B    | Eric Dier              | 15. siječnja 1994.  | 47      | 3      | Tottenham Hotspur |
| 16  | B    | Conor Coady            | 25. veljače 1993.   | 10      | 1      | Everton           |
| 17  | N    | Bukayo Saka            | 5. rujna 2001.      | 20      | 4      | Arsenal           |
| 18  | B    | Trent Alexander-Arnold | 7. listopada 1998.  | 17      | 1      | Liverpool         |
| 19  | V    | Mason Mount            | 10. siječnja 1999.  | 32      | 5      | Chelsea           |
| 20  | V    | Phil Foden             | 28. svibnja 2000.   | 18      | 2      | Manchester City   |
| 21  | B    | Ben White              | 8. listopada 1997.  | 4       | 0      | Arsenal           |
| 22  | V    | Jude Bellingham        | 29. lipnja 2003.    | 17      | 0      | Borussia Dortmund |
| 23  | G    | Aaron Ramsdale         | 14. svibnja 1998.   | 3       | 0      | Arsenal           |
| 24  | N    | Callum Wilson          | 27. veljače 1992.   | 4       | 1      | Newcastle United  |
| 25  | V    | James Maddison         | 23. studenoga 1996. | 1       | 0      | Leicester City    |
| 26  | V    | Conor Gallagher        | 6. veljače 2000.    | 4       | 0      | Chelsea           |

## Statistike
| Broj | Igrač          | Godine        | Nastupi | Golovi |
| ---- | -------------- | ------------- | ------- | ------ |
| 1    | Peter Shilton  | 1970. – 1990. | 125     | 0      |
| 2    | Wayne Rooney*  | 2003. – 2017. | 119     | 53     |
| 3    | David Beckham  | 1996. – 2009. | 115     | 17     |
| 4    | Steven Gerrard | 2000. – 2014. | 114     | 21     |
| 5    | Bobby Moore    | 1962. – 1973. | 108     | 2      |
| 6    | Ashley Cole    | 2001. – 2014. | 107     | 0      |
| 0 7  | Bobby Charlton | 1958. – 1970. | 106     | 49     |
| 0 7  | Frank Lampard  | 1999. – 2014. | 106     | 29     |
| 9    | Billy Wright   | 1946. – 1959. | 105     | 3      |
| 10   | Bryan Robson   | 1980. – 1991. | 90      | 26     |

| Broj | Igrač           | Godine           | Golovi | Nastupi |
| ---- | --------------- | ---------------- | ------ | ------- |
| 1    | Wayne Rooney*   | 2003. – 2017.    | 53     | 119     |
| 2    | Bobby Charlton  | 1958. – 1970.    | 49     | 106     |
| 3    | Gary Lineker    | 1984. – 1992.    | 48     | 80      |
| 4    | Jimmy Greaves   | 1959. – 1967.    | 44     | 57      |
| 5    | Michael Owen    | 1998. – 2008.    | 40     | 89      |
| 6    | Harry Kane*     | 2015. – trenutno | 32     | 45      |
| 07   | Nat Lofthouse   | 1950. – 1958.    | 30     | 33      |
| 07   | Alan Shearer    | 1992. – 2000.    | 30     | 63      |
| 07   | Tom Finney      | 1946. – 1958.    | 30     | 76      |
| 09   | Vivian Woodward | 1903. – 1911.    | 29     | 23      |
| 09   | Frank Lampard   | 1999. – 2014.    | 29     | 106     |

## Vanjske poveznice
- Official website at the FA's website
- The England Fanzine
- England AFC
- England Football Online
- englandstats.com - England statistics since 1872

| 1. – 4. rang | FA Premier liga (prvaci / vječna tablica) • Championship • League One • League Two |
|              | |
| 5. – 6. rang | Football Conference (National • North • South) |
|              | |
| 7. – 8. rang | Northern Premier (Premier Division • Division One North • Division One South) • Southern League (Premier Division • Division One Midlands • Division One South & West) • Isthmian League (Premier Division • Division One North • Division One South) |
|              | |
| bivše lige   | Football Alliance |

| trenutni | FA kup • Liga kup • FA Community Shield • EFL Trophy • FA Trophy • FA Vase • FA NLS Cup |
|          | |
| bivši    | Full Members Cup • Football League Super Cup • Mercantile Credit Centenary Trophy • Football League Group Cup • Football League War Cup • Watney Cup • Conference League Cup • FA Amateur Cup • Southern Professional Floodlit Cup |

| 1. – 4. rang | FA Premier liga (prvaci / vječna tablica) • Championship • League One • League Two |
|              | |
| 5. – 6. rang | Football Conference (National • North • South) |
|              | |
| 7. – 8. rang | Northern Premier (Premier Division • Division One North • Division One South) • Southern League (Premier Division • Division One Midlands • Division One South & West) • Isthmian League (Premier Division • Division One North • Division One South) |
|              | |
| bivše lige   | Football Alliance |

| trenutni | FA kup • Liga kup • FA Community Shield • EFL Trophy • FA Trophy • FA Vase • FA NLS Cup |
|          | |
| bivši    | Full Members Cup • Football League Super Cup • Mercantile Credit Centenary Trophy • Football League Group Cup • Football League War Cup • Watney Cup • Conference League Cup • FA Amateur Cup • Southern Professional Floodlit Cup |

| 1. – 4. rang | FA Premier liga (prvaci / vječna tablica) • Championship • League One • League Two |
|              | |
| 5. – 6. rang | Football Conference (National • North • South) |
|              | |
| 7. – 8. rang | Northern Premier (Premier Division • Division One North • Division One South) • Southern League (Premier Division • Division One Midlands • Division One South & West) • Isthmian League (Premier Division • Division One North • Division One South) |
|              | |
| bivše lige   | Football Alliance |

| trenutni | FA kup • Liga kup • FA Community Shield • EFL Trophy • FA Trophy • FA Vase • FA NLS Cup |
|          | |
| bivši    | Full Members Cup • Football League Super Cup • Mercantile Credit Centenary Trophy • Football League Group Cup • Football League War Cup • Watney Cup • Conference League Cup • FA Amateur Cup • Southern Professional Floodlit Cup |

| 1. – 4. rang | FA Premier liga (prvaci / vječna tablica) • Championship • League One • League Two |
|              | |
| 5. – 6. rang | Football Conference (National • North • South) |
|              | |
| 7. – 8. rang | Northern Premier (Premier Division • Division One North • Division One South) • Southern League (Premier Division • Division One Midlands • Division One South & West) • Isthmian League (Premier Division • Division One North • Division One South) |
|              | |
| bivše lige   | Football Alliance |

| trenutni | FA kup • Liga kup • FA Community Shield • EFL Trophy • FA Trophy • FA Vase • FA NLS Cup |
|          | |
| bivši    | Full Members Cup • Football League Super Cup • Mercantile Credit Centenary Trophy • Football League Group Cup • Football League War Cup • Watney Cup • Conference League Cup • FA Amateur Cup • Southern Professional Floodlit Cup |

| Europske nogometne reprezentacije (UEFA) | Europske nogometne reprezentacije (UEFA) |
| --- | ---------------------------------------- |
| |                                          |
| Albanija • Andora • Armenija • Austrija • Azerbajdžan • Belgija • Bjelorusija • Bosna i Hercegovina • Bugarska • Cipar • Crna Gora • Češka • Danska • Engleska • Estonija • Finska • Farski otoci • Francuska • Gibraltar • Grčka • Gruzija • Hrvatska • Irska • Island • Italija • Izrael • Kazahstan • Kosovo • Latvija • Lihtenštajn • Litva • Luksemburg • Mađarska • Malta • Moldova • Nizozemska • Norveška • Njemačka • Poljska • Portugal • Rumunjska • Rusija • San Marino • Sjeverna Makedonija • Sjeverna Irska • Slovačka • Slovenija • Srbija • Škotska • Španjolska • Švedska • Švicarska • Turska • Ukrajina • Wales |                                          |
| |                                          |
| Bivše države ČSSR • Jugoslavija • DR Njemačka • SR Njemačka • Saarska • SiCG • SSSR • ZND |                                          |
| Bivše države |                                          |
| |                                          |
| ČSSR • Jugoslavija • DR Njemačka • SR Njemačka • Saarska • SiCG • SSSR • ZND |                                          |

| Bivše države                                                                 |
|                                                                              |
| ČSSR • Jugoslavija • DR Njemačka • SR Njemačka • Saarska • SiCG • SSSR • ZND |

| Europske nogometne reprezentacije (UEFA) | Europske nogometne reprezentacije (UEFA) |
| --- | ---------------------------------------- |
| |                                          |
| Albanija • Andora • Armenija • Austrija • Azerbajdžan • Belgija • Bjelorusija • Bosna i Hercegovina • Bugarska • Cipar • Crna Gora • Češka • Danska • Engleska • Estonija • Finska • Farski otoci • Francuska • Gibraltar • Grčka • Gruzija • Hrvatska • Irska • Island • Italija • Izrael • Kazahstan • Kosovo • Latvija • Lihtenštajn • Litva • Luksemburg • Mađarska • Malta • Moldova • Nizozemska • Norveška • Njemačka • Poljska • Portugal • Rumunjska • Rusija • San Marino • Sjeverna Makedonija • Sjeverna Irska • Slovačka • Slovenija • Srbija • Škotska • Španjolska • Švedska • Švicarska • Turska • Ukrajina • Wales |                                          |
| |                                          |
| Bivše države ČSSR • Jugoslavija • DR Njemačka • SR Njemačka • Saarska • SiCG • SSSR • ZND |                                          |
| Bivše države |                                          |
| |                                          |
| ČSSR • Jugoslavija • DR Njemačka • SR Njemačka • Saarska • SiCG • SSSR • ZND |                                          |

| Bivše države                                                                 |
|                                                                              |
| ČSSR • Jugoslavija • DR Njemačka • SR Njemačka • Saarska • SiCG • SSSR • ZND |

| Engleske reprezentacije u skupnim športovima | Engleske reprezentacije u skupnim športovima |
| -------------------------------------------- | --- |
|                                              | |
| Momčadi                                      | nogometaši • košarkaši • rukometaši • vaterpolisti • hokejaši na ledu • hokejaši na travi • odbojkaši • bejzbolaši • softbolaši • ragbijaši • malonogometaši • rukometaši na pijesku • australski nogomet • američki nogomet • curlingaši • kriketaši                             |
|                                              | |
| Djevojčadi                                   | nogometašice • košarkašice • rukometašice • vaterpolistice • hokejašice na ledu • hokejašice na travi • odbojkašice • bejzbolašice • softbolašice • ragbijašice • malonogometašice • rukometašice na pijesku • australski nogomet • američki nogomet • curlingašice • kriketašice |

| Engleske reprezentacije u skupnim športovima | Engleske reprezentacije u skupnim športovima |
| -------------------------------------------- | --- |
|                                              | |
| Momčadi                                      | nogometaši • košarkaši • rukometaši • vaterpolisti • hokejaši na ledu • hokejaši na travi • odbojkaši • bejzbolaši • softbolaši • ragbijaši • malonogometaši • rukometaši na pijesku • australski nogomet • američki nogomet • curlingaši • kriketaši                             |
|                                              | |
| Djevojčadi                                   | nogometašice • košarkašice • rukometašice • vaterpolistice • hokejašice na ledu • hokejašice na travi • odbojkašice • bejzbolašice • softbolašice • ragbijašice • malonogometašice • rukometašice na pijesku • australski nogomet • američki nogomet • curlingašice • kriketašice |

| Svjetski prvaci u nogometu (1930. – 2022.) | Svjetski prvaci u nogometu (1930. – 2022.) |
| --- | ------------------------------------------ |
| |                                            |
| SP 1930.: Urugvaj • SP 1934.: Italija • SP 1938.: Italija • SP 1950.: Urugvaj • SP 1954.: Njemačka • SP 1958.: Brazil • SP 1962.: Brazil • SP 1966.: Engleska • SP 1970.: Brazil • SP 1974.: Njemačka • SP 1978.: Argentina • SP 1982.: Italija • SP 1986.: Argentina • SP 1990.: Njemačka • SP 1994.: Brazil • SP 1998.: Francuska • SP 2002.: Brazil • SP 2006.: Italija • SP 2010.: Španjolska • SP 2014.: Njemačka • SP 2018.: Francuska • SP 2022.: Argentina |                                            |

| Svjetski prvaci u nogometu (1930. – 2022.) | Svjetski prvaci u nogometu (1930. – 2022.) |
| --- | ------------------------------------------ |
| |                                            |
| SP 1930.: Urugvaj • SP 1934.: Italija • SP 1938.: Italija • SP 1950.: Urugvaj • SP 1954.: Njemačka • SP 1958.: Brazil • SP 1962.: Brazil • SP 1966.: Engleska • SP 1970.: Brazil • SP 1974.: Njemačka • SP 1978.: Argentina • SP 1982.: Italija • SP 1986.: Argentina • SP 1990.: Njemačka • SP 1994.: Brazil • SP 1998.: Francuska • SP 2002.: Brazil • SP 2006.: Italija • SP 2010.: Španjolska • SP 2014.: Njemačka • SP 2018.: Francuska • SP 2022.: Argentina |                                            |

| Sastav Engleske na SP 1966. (prvaci) | Sastav Engleske na SP 1966. (prvaci) | Sastav Engleske na SP 1966. (prvaci) |
| --- | ------------------------------------ | ------------------------------------ |
| |                                      |                                      |
| 1 Banks • 2 Cohen • 3 Wilson • 4 Stiles • 5 J. Charlton • 6 Moore • 7 Ball • 8 Greaves • 9 B. Charlton • 10 Hurst • 11 Connelly • 12 Springett • 13 Bonetti • 14 Armfield • 15 Byrne • 16 Peters • 17 Flowers • 18 Hunter • 19 Paine • 20 Callaghan • 21 Hunt • 22 Eastham • izbornik: Alf Ramsey |                                      |                                      |

| Sastav Engleske na SP 1966. (prvaci) | Sastav Engleske na SP 1966. (prvaci) | Sastav Engleske na SP 1966. (prvaci) |
| --- | ------------------------------------ | ------------------------------------ |
| |                                      |                                      |
| 1 Banks • 2 Cohen • 3 Wilson • 4 Stiles • 5 J. Charlton • 6 Moore • 7 Ball • 8 Greaves • 9 B. Charlton • 10 Hurst • 11 Connelly • 12 Springett • 13 Bonetti • 14 Armfield • 15 Byrne • 16 Peters • 17 Flowers • 18 Hunter • 19 Paine • 20 Callaghan • 21 Hunt • 22 Eastham • izbornik: Alf Ramsey |                                      |                                      |

| Sastav Engleske na SP 1990. (4. mjesto) | Sastav Engleske na SP 1990. (4. mjesto) | Sastav Engleske na SP 1990. (4. mjesto) |
| --- | --------------------------------------- | --------------------------------------- |
| |                                         |                                         |
| 1 Shilton • 2 Stevens • 3 Pearce • 4 Webb • 5 Walker • 6 Butcher • 7 Br. Robson • 8 Waddle • 9 Beardsley • 10 Lineker • 11 Barnes • 12 Parker • 13 Woods • 14 Wright • 15 Dorigo • 16 McMahon • 17 Platt • 18 Hodge • 19 Gascoigne • 20 Steven • 21 Bull • 22 Seaman (Beasant) • izbornik: Bo. Robson |                                         |                                         |

| Sastav Engleske na SP 1990. (4. mjesto) | Sastav Engleske na SP 1990. (4. mjesto) | Sastav Engleske na SP 1990. (4. mjesto) |
| --- | --------------------------------------- | --------------------------------------- |
| |                                         |                                         |
| 1 Shilton • 2 Stevens • 3 Pearce • 4 Webb • 5 Walker • 6 Butcher • 7 Br. Robson • 8 Waddle • 9 Beardsley • 10 Lineker • 11 Barnes • 12 Parker • 13 Woods • 14 Wright • 15 Dorigo • 16 McMahon • 17 Platt • 18 Hodge • 19 Gascoigne • 20 Steven • 21 Bull • 22 Seaman (Beasant) • izbornik: Bo. Robson |                                         |                                         |

| Sastav Engleske na EP 1992. | Sastav Engleske na EP 1992. | Sastav Engleske na EP 1992. |
| --- | --------------------------- | --------------------------- |
| |                             |                             |
| 1 Woods • 2 Curle • 3 Pearce • 4 Keown • 5 Walker • 6 Wright • 7 Platt • 8 Steven • 9 Clough • 10 Lineker • 11 Sinton • 12 Palmer • 13 Martyn • 14 Dorigo • 15 Webb • 16 Merson • 17 Smith • 18 Daley • 19 Batty • 20 Shearer • izbornik: Taylor |                             |                             |

| Sastav Engleske na EP 1992. | Sastav Engleske na EP 1992. | Sastav Engleske na EP 1992. |
| --- | --------------------------- | --------------------------- |
| |                             |                             |
| 1 Woods • 2 Curle • 3 Pearce • 4 Keown • 5 Walker • 6 Wright • 7 Platt • 8 Steven • 9 Clough • 10 Lineker • 11 Sinton • 12 Palmer • 13 Martyn • 14 Dorigo • 15 Webb • 16 Merson • 17 Smith • 18 Daley • 19 Batty • 20 Shearer • izbornik: Taylor |                             |                             |

| Sastav Engleske na EP 1996. | Sastav Engleske na EP 1996. | Sastav Engleske na EP 1996. |
| --- | --------------------------- | --------------------------- |
| |                             |                             |
| 1 Seaman • 2 G. Neville • 3 Pearce • 4 Ince • 5 Adams • 6 Southgate • 7 Platt • 8 Gascoigne • 9 Shearer • 10 Sheringham • 11 Anderton • 12 Howey • 13 Flowers • 14 Barmby • 15 Redknapp • 16 Campbell • 17 McManaman • 18 L. Ferdinand • 19 P. Neville • 20 Stone • 21 Fowler • 22 Walker • izbornik: Venables |                             |                             |

| Sastav Engleske na EP 1996. | Sastav Engleske na EP 1996. | Sastav Engleske na EP 1996. |
| --- | --------------------------- | --------------------------- |
| |                             |                             |
| 1 Seaman • 2 G. Neville • 3 Pearce • 4 Ince • 5 Adams • 6 Southgate • 7 Platt • 8 Gascoigne • 9 Shearer • 10 Sheringham • 11 Anderton • 12 Howey • 13 Flowers • 14 Barmby • 15 Redknapp • 16 Campbell • 17 McManaman • 18 L. Ferdinand • 19 P. Neville • 20 Stone • 21 Fowler • 22 Walker • izbornik: Venables |                             |                             |

| Sastav Engleske na SP 1998. | Sastav Engleske na SP 1998. | Sastav Engleske na SP 1998. |
| --- | --------------------------- | --------------------------- |
| |                             |                             |
| 1 Seaman • 2 Campbell • 3 Le Saux • 4 Ince • 5 Adams • 6 Southgate • 7 Beckham • 8 Batty • 9 Shearer • 10 Sheringham • 11 McManaman • 12 Neville • 13 Martyn • 14 Anderton • 15 Merson • 16 Scholes • 17 Lee • 18 Keown • 19 L. Ferdinand • 20 Owen • 21 R. Ferdinand • 22 Flowers • izbornik: Glenn Hoddle |                             |                             |

| Sastav Engleske na SP 1998. | Sastav Engleske na SP 1998. | Sastav Engleske na SP 1998. |
| --- | --------------------------- | --------------------------- |
| |                             |                             |
| 1 Seaman • 2 Campbell • 3 Le Saux • 4 Ince • 5 Adams • 6 Southgate • 7 Beckham • 8 Batty • 9 Shearer • 10 Sheringham • 11 McManaman • 12 Neville • 13 Martyn • 14 Anderton • 15 Merson • 16 Scholes • 17 Lee • 18 Keown • 19 L. Ferdinand • 20 Owen • 21 R. Ferdinand • 22 Flowers • izbornik: Glenn Hoddle |                             |                             |

| Sastav Engleske na EP 2000. | Sastav Engleske na EP 2000. | Sastav Engleske na EP 2000. |
| --- | --------------------------- | --------------------------- |
| |                             |                             |
| 1 Seaman • 2 G. Neville • 3 P. Neville • 4 Campbell • 5 Adams • 6 Keown • 7 Beckham • 8 Scholes • 9 Shearer • 10 Owen • 11 McManaman • 12 Southgate • 13 Martyn • 14 Ince • 15 Barry • 16 Gerrard • 17 Wise • 18 Barmby • 19 Heskey • 20 Phillips • 21 Fowler • 22 Wright • izbornik: Kevin Keegan |                             |                             |

| Sastav Engleske na EP 2000. | Sastav Engleske na EP 2000. | Sastav Engleske na EP 2000. |
| --- | --------------------------- | --------------------------- |
| |                             |                             |
| 1 Seaman • 2 G. Neville • 3 P. Neville • 4 Campbell • 5 Adams • 6 Keown • 7 Beckham • 8 Scholes • 9 Shearer • 10 Owen • 11 McManaman • 12 Southgate • 13 Martyn • 14 Ince • 15 Barry • 16 Gerrard • 17 Wise • 18 Barmby • 19 Heskey • 20 Phillips • 21 Fowler • 22 Wright • izbornik: Kevin Keegan |                             |                             |

| Sastav Engleske na SP 2002. | Sastav Engleske na SP 2002. | Sastav Engleske na SP 2002. |
| --- | --------------------------- | --------------------------- |
| |                             |                             |
| 1 Seaman • 2 Mills • 3 A. Cole • 4 Sinclair • 5 Ferdinand • 6 Campbell • 7 Beckham • 8 Scholes • 9 Fowler • 10 Owen • 11 Heskey • 12 Brown • 13 Martyn • 14 Bridge • 15 Keown • 16 Southgate • 17 Sheringham • 18 Hargreaves • 19 J. Cole • 20 Vassell • 21 Butt • 22 James • 23 Dyer • izbornik: Sven-Göran Eriksson |                             |                             |

| Sastav Engleske na SP 2002. | Sastav Engleske na SP 2002. | Sastav Engleske na SP 2002. |
| --- | --------------------------- | --------------------------- |
| |                             |                             |
| 1 Seaman • 2 Mills • 3 A. Cole • 4 Sinclair • 5 Ferdinand • 6 Campbell • 7 Beckham • 8 Scholes • 9 Fowler • 10 Owen • 11 Heskey • 12 Brown • 13 Martyn • 14 Bridge • 15 Keown • 16 Southgate • 17 Sheringham • 18 Hargreaves • 19 J. Cole • 20 Vassell • 21 Butt • 22 James • 23 Dyer • izbornik: Sven-Göran Eriksson |                             |                             |

| Sastav Engleske na EP 2004. | Sastav Engleske na EP 2004. | Sastav Engleske na EP 2004. |
| --- | --------------------------- | --------------------------- |
| |                             |                             |
| 1 James • 2 G. Neville • 3 A. Cole • 4 Gerrard • 5 Terry • 6 Campbell • 7 Beckham • 8 Scholes • 9 Rooney • 10 Owen • 11 Lampard • 12 Bridge • 13 Robinson • 14 P. Neville • 15 King • 16 Carragher • 17 Butt • 18 Hargreaves • 19 J. Cole • 20 Dyer • 21 Heskey • 22 Walker • 23 Vassell • izbornik: Eriksson |                             |                             |

| Sastav Engleske na EP 2004. | Sastav Engleske na EP 2004. | Sastav Engleske na EP 2004. |
| --- | --------------------------- | --------------------------- |
| |                             |                             |
| 1 James • 2 G. Neville • 3 A. Cole • 4 Gerrard • 5 Terry • 6 Campbell • 7 Beckham • 8 Scholes • 9 Rooney • 10 Owen • 11 Lampard • 12 Bridge • 13 Robinson • 14 P. Neville • 15 King • 16 Carragher • 17 Butt • 18 Hargreaves • 19 J. Cole • 20 Dyer • 21 Heskey • 22 Walker • 23 Vassell • izbornik: Eriksson |                             |                             |

| Sastav Engleske na SP 2006. | Sastav Engleske na SP 2006. | Sastav Engleske na SP 2006. |
| --- | --------------------------- | --------------------------- |
| |                             |                             |
| 1 Robinson • 2 Neville • 3 A. Cole • 4 Gerrard • 5 Ferdinand • 6 Terry • 7 Beckham • 8 Lampard • 9 Rooney • 10 Owen • 11 J. Cole • 12 Campbell • 13 James • 14 Bridge • 15 Carragher • 16 Hargreaves • 17 Jenas • 18 Carrick • 19 Lennon • 20 Downing • 21 Crouch • 22 Carson • 23 Walcott • izbornik: Eriksson |                             |                             |

| Sastav Engleske na SP 2006. | Sastav Engleske na SP 2006. | Sastav Engleske na SP 2006. |
| --- | --------------------------- | --------------------------- |
| |                             |                             |
| 1 Robinson • 2 Neville • 3 A. Cole • 4 Gerrard • 5 Ferdinand • 6 Terry • 7 Beckham • 8 Lampard • 9 Rooney • 10 Owen • 11 J. Cole • 12 Campbell • 13 James • 14 Bridge • 15 Carragher • 16 Hargreaves • 17 Jenas • 18 Carrick • 19 Lennon • 20 Downing • 21 Crouch • 22 Carson • 23 Walcott • izbornik: Eriksson |                             |                             |

| Sastav Engleske na SP 2010. | Sastav Engleske na SP 2010. | Sastav Engleske na SP 2010. |
| --- | --------------------------- | --------------------------- |
| |                             |                             |
| 1 James • 2 Johnson • 3 A. Cole • 4 Gerrard • 5 Dawson • 6 Terry • 7 Lennon • 8 Lampard • 9 Crouch • 10 Rooney • 11 J. Cole • 12 Green • 13 Warnock • 14 Barry • 15 Upson • 16 Milner • 17 Wright-Phillips • 18 Carragher • 19 Defoe • 20 King • 21 Heskey • 22 Carrick • 23 Hart • izbornik: Capello |                             |                             |

| Sastav Engleske na SP 2010. | Sastav Engleske na SP 2010. | Sastav Engleske na SP 2010. |
| --- | --------------------------- | --------------------------- |
| |                             |                             |
| 1 James • 2 Johnson • 3 A. Cole • 4 Gerrard • 5 Dawson • 6 Terry • 7 Lennon • 8 Lampard • 9 Crouch • 10 Rooney • 11 J. Cole • 12 Green • 13 Warnock • 14 Barry • 15 Upson • 16 Milner • 17 Wright-Phillips • 18 Carragher • 19 Defoe • 20 King • 21 Heskey • 22 Carrick • 23 Hart • izbornik: Capello |                             |                             |

| Sastav Engleske na EP 2012. | Sastav Engleske na EP 2012. | Sastav Engleske na EP 2012. |
| --- | --------------------------- | --------------------------- |
| |                             |                             |
| 1 Hart • 2 Johnson • 3 A. Cole • 4 Gerrard • 5 Kelly • 6 Terry • 7 Walcott • 8 Henderson • 9 Carroll • 10 Rooney • 11 Young • 12 Baines • 13 Green • 14 Jones • 15 Lescott • 16 Milner • 17 Parker • 18 Jagielka • 19 Downing • 20 Oxlade-Chamberlain • 21 Defoe • 22 Welbeck • 23 Butland • izbornik: Hodgson |                             |                             |

| Sastav Engleske na EP 2012. | Sastav Engleske na EP 2012. | Sastav Engleske na EP 2012. |
| --- | --------------------------- | --------------------------- |
| |                             |                             |
| 1 Hart • 2 Johnson • 3 A. Cole • 4 Gerrard • 5 Kelly • 6 Terry • 7 Walcott • 8 Henderson • 9 Carroll • 10 Rooney • 11 Young • 12 Baines • 13 Green • 14 Jones • 15 Lescott • 16 Milner • 17 Parker • 18 Jagielka • 19 Downing • 20 Oxlade-Chamberlain • 21 Defoe • 22 Welbeck • 23 Butland • izbornik: Hodgson |                             |                             |

| Sastav Engleske na SP 2014. | Sastav Engleske na SP 2014. | Sastav Engleske na SP 2014. |
| --- | --------------------------- | --------------------------- |
| |                             |                             |
| 1 Hart • 2 Johnson • 3 Baines • 4 Gerrard • 5 Cahill • 6 Jagielka • 7 Wilshere • 8 Lampard • 9 Sturridge • 10 Rooney • 11 Welbeck • 12 Smalling • 13 Foster • 14 Henderson • 15 Oxlade-Chamberlain • 16 Jones • 17 Milner • 18 Lambert • 19 Sterling • 20 Lallana • 21 Barkley • 22 Forster • 23 Shaw • izbornik: Hodgson |                             |                             |

| Sastav Engleske na SP 2014. | Sastav Engleske na SP 2014. | Sastav Engleske na SP 2014. |
| --- | --------------------------- | --------------------------- |
| |                             |                             |
| 1 Hart • 2 Johnson • 3 Baines • 4 Gerrard • 5 Cahill • 6 Jagielka • 7 Wilshere • 8 Lampard • 9 Sturridge • 10 Rooney • 11 Welbeck • 12 Smalling • 13 Foster • 14 Henderson • 15 Oxlade-Chamberlain • 16 Jones • 17 Milner • 18 Lambert • 19 Sterling • 20 Lallana • 21 Barkley • 22 Forster • 23 Shaw • izbornik: Hodgson |                             |                             |

| Sastav Engleske na EP 2016. | Sastav Engleske na EP 2016. | Sastav Engleske na EP 2016. |
| --- | --------------------------- | --------------------------- |
| |                             |                             |
| 1 Hart • 2 Walker • 3 Rose • 4 Milner • 5 Cahill • 6 Smalling • 7 Sterling • 8 Lallana • 9 Kane • 10 Rooney • 11 Vardy • 12 Clyne • 13 Forster • 14 Henderson • 15 Sturridge • 16 Stones • 17 Dier • 18 Wilshere • 19 Barkley • 20 Alli • 21 Bertrand • 22 Rashford • 23 Heaton • izbornik: Hodgson |                             |                             |

| Sastav Engleske na EP 2016. | Sastav Engleske na EP 2016. | Sastav Engleske na EP 2016. |
| --- | --------------------------- | --------------------------- |
| |                             |                             |
| 1 Hart • 2 Walker • 3 Rose • 4 Milner • 5 Cahill • 6 Smalling • 7 Sterling • 8 Lallana • 9 Kane • 10 Rooney • 11 Vardy • 12 Clyne • 13 Forster • 14 Henderson • 15 Sturridge • 16 Stones • 17 Dier • 18 Wilshere • 19 Barkley • 20 Alli • 21 Bertrand • 22 Rashford • 23 Heaton • izbornik: Hodgson |                             |                             |

| Sastav Engleske na SP 2018. (4. mjesto) | Sastav Engleske na SP 2018. (4. mjesto) | Sastav Engleske na SP 2018. (4. mjesto) |
| --- | --------------------------------------- | --------------------------------------- |
| |                                         |                                         |
| 1 Pickford • 2 Walker • 3 Rose • 4 Dier • 5 Stones • 6 Maguire • 7 Lingard • 8 Henderson • 9 Kane • 10 Sterling • 11 Vardy • 12 Trippier • 13 Butland • 14 Welbeck • 15 Cahill • 16 Jones • 17 Delph • 18 Young • 19 Rashford • 20 Alli • 21 Loftus-Cheek • 22 Alexander-Arnold • 23 Pope • izbornik: Southgate |                                         |                                         |

| Sastav Engleske na SP 2018. (4. mjesto) | Sastav Engleske na SP 2018. (4. mjesto) | Sastav Engleske na SP 2018. (4. mjesto) |
| --- | --------------------------------------- | --------------------------------------- |
| |                                         |                                         |
| 1 Pickford • 2 Walker • 3 Rose • 4 Dier • 5 Stones • 6 Maguire • 7 Lingard • 8 Henderson • 9 Kane • 10 Sterling • 11 Vardy • 12 Trippier • 13 Butland • 14 Welbeck • 15 Cahill • 16 Jones • 17 Delph • 18 Young • 19 Rashford • 20 Alli • 21 Loftus-Cheek • 22 Alexander-Arnold • 23 Pope • izbornik: Southgate |                                         |                                         |

| Sastav Engleske na EP 2020. (2. mjesto) | Sastav Engleske na EP 2020. (2. mjesto) | Sastav Engleske na EP 2020. (2. mjesto) |
| --- | --------------------------------------- | --------------------------------------- |
| |                                         |                                         |
| 1 Pickford • 2 Walker • 3 Shaw • 4 Rice • 5 Stones • 6 Maguire • 7 Grealish • 8 J. Henderson • 9 Kane • 10 Sterling • 11 Rashford • 12 Trippier • 13 D. Henderson (do 15. lipnja 2021.) • 13 Ramsdale (od 15. lipnja 2021.) • 14 Phillips • 15 Mings • 16 Coady • 17 Sancho • 18 Calvert-Lewin • 19 Mount • 20 Foden • 21 Chilwell • 22 White • 23 Johnstone • 24 James • 25 Saka • 26 Bellingham • Izbornik: Southgate |                                         |                                         |

| Sastav Engleske na EP 2020. (2. mjesto) | Sastav Engleske na EP 2020. (2. mjesto) | Sastav Engleske na EP 2020. (2. mjesto) |
| --- | --------------------------------------- | --------------------------------------- |
| |                                         |                                         |
| 1 Pickford • 2 Walker • 3 Shaw • 4 Rice • 5 Stones • 6 Maguire • 7 Grealish • 8 J. Henderson • 9 Kane • 10 Sterling • 11 Rashford • 12 Trippier • 13 D. Henderson (do 15. lipnja 2021.) • 13 Ramsdale (od 15. lipnja 2021.) • 14 Phillips • 15 Mings • 16 Coady • 17 Sancho • 18 Calvert-Lewin • 19 Mount • 20 Foden • 21 Chilwell • 22 White • 23 Johnstone • 24 James • 25 Saka • 26 Bellingham • Izbornik: Southgate |                                         |                                         |

| Sastav Engleske na SP 2022. | Sastav Engleske na SP 2022. | Sastav Engleske na SP 2022. |
| --- | --------------------------- | --------------------------- |
| |                             |                             |
| 1 Pickford • 2 Walker • 3 Shaw • 4 Rice • 5 Stones • 6 Maguire • 7 Grealish • 8 Henderson • 9 Kane • 10 Sterling • 11 Rashford • 12 Trippier • 13 Pope • 14 Phillips • 15 Dier • 16 Coady • 17 Saka • 18 Alexander-Arnold • 19 Mount • 20 Foden • 21 White • 22 Bellingham • 23 Ramsdale • 24 Wilson • 25 Maddison • 26 Gallagher • izbornik: Southgate |                             |                             |

| Sastav Engleske na SP 2022. | Sastav Engleske na SP 2022. | Sastav Engleske na SP 2022. |
| --- | --------------------------- | --------------------------- |
| |                             |                             |
| 1 Pickford • 2 Walker • 3 Shaw • 4 Rice • 5 Stones • 6 Maguire • 7 Grealish • 8 Henderson • 9 Kane • 10 Sterling • 11 Rashford • 12 Trippier • 13 Pope • 14 Phillips • 15 Dier • 16 Coady • 17 Saka • 18 Alexander-Arnold • 19 Mount • 20 Foden • 21 White • 22 Bellingham • 23 Ramsdale • 24 Wilson • 25 Maddison • 26 Gallagher • izbornik: Southgate |                             |                             |

| Sastav Engleske na EP 2024. (2. mjesto) | Sastav Engleske na EP 2024. (2. mjesto) | Sastav Engleske na EP 2024. (2. mjesto) |
| --- | --------------------------------------- | --------------------------------------- |
| |                                         |                                         |
| 1 Pickford • 2 Walker • 3 Shaw • 4 Rice • 5 Stones • 6 Guéhi • 7 Saka • 8 Alexander-Arnold • 9 Kane • 10 Bellingham • 11 Foden • 12 Trippier • 13 Ramsdale • 14 Konsa • 15 Dunk • 16 Gallagher • 17 Toney • 18 Gordon • 19 Watkins • 20 Bowen • 21 Eze • 22 Gomez • 23 Henderson • 24 Palmer • 25 Wharton • 26 Mainoo • Izbornik: Southgate |                                         |                                         |

| Sastav Engleske na EP 2024. (2. mjesto) | Sastav Engleske na EP 2024. (2. mjesto) | Sastav Engleske na EP 2024. (2. mjesto) |
| --- | --------------------------------------- | --------------------------------------- |
| |                                         |                                         |
| 1 Pickford • 2 Walker • 3 Shaw • 4 Rice • 5 Stones • 6 Guéhi • 7 Saka • 8 Alexander-Arnold • 9 Kane • 10 Bellingham • 11 Foden • 12 Trippier • 13 Ramsdale • 14 Konsa • 15 Dunk • 16 Gallagher • 17 Toney • 18 Gordon • 19 Watkins • 20 Bowen • 21 Eze • 22 Gomez • 23 Henderson • 24 Palmer • 25 Wharton • 26 Mainoo • Izbornik: Southgate |                                         |                                         |

| Sastav Engleske na SP 1966. (prvaci) | Sastav Engleske na SP 1966. (prvaci) | Sastav Engleske na SP 1966. (prvaci) |
| --- | ------------------------------------ | ------------------------------------ |
| |                                      |                                      |
| 1 Banks • 2 Cohen • 3 Wilson • 4 Stiles • 5 J. Charlton • 6 Moore • 7 Ball • 8 Greaves • 9 B. Charlton • 10 Hurst • 11 Connelly • 12 Springett • 13 Bonetti • 14 Armfield • 15 Byrne • 16 Peters • 17 Flowers • 18 Hunter • 19 Paine • 20 Callaghan • 21 Hunt • 22 Eastham • izbornik: Alf Ramsey |                                      |                                      |

| Sastav Engleske na SP 1966. (prvaci) | Sastav Engleske na SP 1966. (prvaci) | Sastav Engleske na SP 1966. (prvaci) |
| --- | ------------------------------------ | ------------------------------------ |
| |                                      |                                      |
| 1 Banks • 2 Cohen • 3 Wilson • 4 Stiles • 5 J. Charlton • 6 Moore • 7 Ball • 8 Greaves • 9 B. Charlton • 10 Hurst • 11 Connelly • 12 Springett • 13 Bonetti • 14 Armfield • 15 Byrne • 16 Peters • 17 Flowers • 18 Hunter • 19 Paine • 20 Callaghan • 21 Hunt • 22 Eastham • izbornik: Alf Ramsey |                                      |                                      |

| Sastav Engleske na SP 1990. (4. mjesto) | Sastav Engleske na SP 1990. (4. mjesto) | Sastav Engleske na SP 1990. (4. mjesto) |
| --- | --------------------------------------- | --------------------------------------- |
| |                                         |                                         |
| 1 Shilton • 2 Stevens • 3 Pearce • 4 Webb • 5 Walker • 6 Butcher • 7 Br. Robson • 8 Waddle • 9 Beardsley • 10 Lineker • 11 Barnes • 12 Parker • 13 Woods • 14 Wright • 15 Dorigo • 16 McMahon • 17 Platt • 18 Hodge • 19 Gascoigne • 20 Steven • 21 Bull • 22 Seaman (Beasant) • izbornik: Bo. Robson |                                         |                                         |

| Sastav Engleske na SP 1990. (4. mjesto) | Sastav Engleske na SP 1990. (4. mjesto) | Sastav Engleske na SP 1990. (4. mjesto) |
| --- | --------------------------------------- | --------------------------------------- |
| |                                         |                                         |
| 1 Shilton • 2 Stevens • 3 Pearce • 4 Webb • 5 Walker • 6 Butcher • 7 Br. Robson • 8 Waddle • 9 Beardsley • 10 Lineker • 11 Barnes • 12 Parker • 13 Woods • 14 Wright • 15 Dorigo • 16 McMahon • 17 Platt • 18 Hodge • 19 Gascoigne • 20 Steven • 21 Bull • 22 Seaman (Beasant) • izbornik: Bo. Robson |                                         |                                         |

| Sastav Engleske na EP 1992. | Sastav Engleske na EP 1992. | Sastav Engleske na EP 1992. |
| --- | --------------------------- | --------------------------- |
| |                             |                             |
| 1 Woods • 2 Curle • 3 Pearce • 4 Keown • 5 Walker • 6 Wright • 7 Platt • 8 Steven • 9 Clough • 10 Lineker • 11 Sinton • 12 Palmer • 13 Martyn • 14 Dorigo • 15 Webb • 16 Merson • 17 Smith • 18 Daley • 19 Batty • 20 Shearer • izbornik: Taylor |                             |                             |

| Sastav Engleske na EP 1992. | Sastav Engleske na EP 1992. | Sastav Engleske na EP 1992. |
| --- | --------------------------- | --------------------------- |
| |                             |                             |
| 1 Woods • 2 Curle • 3 Pearce • 4 Keown • 5 Walker • 6 Wright • 7 Platt • 8 Steven • 9 Clough • 10 Lineker • 11 Sinton • 12 Palmer • 13 Martyn • 14 Dorigo • 15 Webb • 16 Merson • 17 Smith • 18 Daley • 19 Batty • 20 Shearer • izbornik: Taylor |                             |                             |

| Sastav Engleske na EP 1996. | Sastav Engleske na EP 1996. | Sastav Engleske na EP 1996. |
| --- | --------------------------- | --------------------------- |
| |                             |                             |
| 1 Seaman • 2 G. Neville • 3 Pearce • 4 Ince • 5 Adams • 6 Southgate • 7 Platt • 8 Gascoigne • 9 Shearer • 10 Sheringham • 11 Anderton • 12 Howey • 13 Flowers • 14 Barmby • 15 Redknapp • 16 Campbell • 17 McManaman • 18 L. Ferdinand • 19 P. Neville • 20 Stone • 21 Fowler • 22 Walker • izbornik: Venables |                             |                             |

| Sastav Engleske na EP 1996. | Sastav Engleske na EP 1996. | Sastav Engleske na EP 1996. |
| --- | --------------------------- | --------------------------- |
| |                             |                             |
| 1 Seaman • 2 G. Neville • 3 Pearce • 4 Ince • 5 Adams • 6 Southgate • 7 Platt • 8 Gascoigne • 9 Shearer • 10 Sheringham • 11 Anderton • 12 Howey • 13 Flowers • 14 Barmby • 15 Redknapp • 16 Campbell • 17 McManaman • 18 L. Ferdinand • 19 P. Neville • 20 Stone • 21 Fowler • 22 Walker • izbornik: Venables |                             |                             |

| Sastav Engleske na SP 1998. | Sastav Engleske na SP 1998. | Sastav Engleske na SP 1998. |
| --- | --------------------------- | --------------------------- |
| |                             |                             |
| 1 Seaman • 2 Campbell • 3 Le Saux • 4 Ince • 5 Adams • 6 Southgate • 7 Beckham • 8 Batty • 9 Shearer • 10 Sheringham • 11 McManaman • 12 Neville • 13 Martyn • 14 Anderton • 15 Merson • 16 Scholes • 17 Lee • 18 Keown • 19 L. Ferdinand • 20 Owen • 21 R. Ferdinand • 22 Flowers • izbornik: Glenn Hoddle |                             |                             |

| Sastav Engleske na SP 1998. | Sastav Engleske na SP 1998. | Sastav Engleske na SP 1998. |
| --- | --------------------------- | --------------------------- |
| |                             |                             |
| 1 Seaman • 2 Campbell • 3 Le Saux • 4 Ince • 5 Adams • 6 Southgate • 7 Beckham • 8 Batty • 9 Shearer • 10 Sheringham • 11 McManaman • 12 Neville • 13 Martyn • 14 Anderton • 15 Merson • 16 Scholes • 17 Lee • 18 Keown • 19 L. Ferdinand • 20 Owen • 21 R. Ferdinand • 22 Flowers • izbornik: Glenn Hoddle |                             |                             |

| Sastav Engleske na EP 2000. | Sastav Engleske na EP 2000. | Sastav Engleske na EP 2000. |
| --- | --------------------------- | --------------------------- |
| |                             |                             |
| 1 Seaman • 2 G. Neville • 3 P. Neville • 4 Campbell • 5 Adams • 6 Keown • 7 Beckham • 8 Scholes • 9 Shearer • 10 Owen • 11 McManaman • 12 Southgate • 13 Martyn • 14 Ince • 15 Barry • 16 Gerrard • 17 Wise • 18 Barmby • 19 Heskey • 20 Phillips • 21 Fowler • 22 Wright • izbornik: Kevin Keegan |                             |                             |

| Sastav Engleske na EP 2000. | Sastav Engleske na EP 2000. | Sastav Engleske na EP 2000. |
| --- | --------------------------- | --------------------------- |
| |                             |                             |
| 1 Seaman • 2 G. Neville • 3 P. Neville • 4 Campbell • 5 Adams • 6 Keown • 7 Beckham • 8 Scholes • 9 Shearer • 10 Owen • 11 McManaman • 12 Southgate • 13 Martyn • 14 Ince • 15 Barry • 16 Gerrard • 17 Wise • 18 Barmby • 19 Heskey • 20 Phillips • 21 Fowler • 22 Wright • izbornik: Kevin Keegan |                             |                             |

| Sastav Engleske na SP 2002. | Sastav Engleske na SP 2002. | Sastav Engleske na SP 2002. |
| --- | --------------------------- | --------------------------- |
| |                             |                             |
| 1 Seaman • 2 Mills • 3 A. Cole • 4 Sinclair • 5 Ferdinand • 6 Campbell • 7 Beckham • 8 Scholes • 9 Fowler • 10 Owen • 11 Heskey • 12 Brown • 13 Martyn • 14 Bridge • 15 Keown • 16 Southgate • 17 Sheringham • 18 Hargreaves • 19 J. Cole • 20 Vassell • 21 Butt • 22 James • 23 Dyer • izbornik: Sven-Göran Eriksson |                             |                             |

| Sastav Engleske na SP 2002. | Sastav Engleske na SP 2002. | Sastav Engleske na SP 2002. |
| --- | --------------------------- | --------------------------- |
| |                             |                             |
| 1 Seaman • 2 Mills • 3 A. Cole • 4 Sinclair • 5 Ferdinand • 6 Campbell • 7 Beckham • 8 Scholes • 9 Fowler • 10 Owen • 11 Heskey • 12 Brown • 13 Martyn • 14 Bridge • 15 Keown • 16 Southgate • 17 Sheringham • 18 Hargreaves • 19 J. Cole • 20 Vassell • 21 Butt • 22 James • 23 Dyer • izbornik: Sven-Göran Eriksson |                             |                             |

| Sastav Engleske na EP 2004. | Sastav Engleske na EP 2004. | Sastav Engleske na EP 2004. |
| --- | --------------------------- | --------------------------- |
| |                             |                             |
| 1 James • 2 G. Neville • 3 A. Cole • 4 Gerrard • 5 Terry • 6 Campbell • 7 Beckham • 8 Scholes • 9 Rooney • 10 Owen • 11 Lampard • 12 Bridge • 13 Robinson • 14 P. Neville • 15 King • 16 Carragher • 17 Butt • 18 Hargreaves • 19 J. Cole • 20 Dyer • 21 Heskey • 22 Walker • 23 Vassell • izbornik: Eriksson |                             |                             |

| Sastav Engleske na EP 2004. | Sastav Engleske na EP 2004. | Sastav Engleske na EP 2004. |
| --- | --------------------------- | --------------------------- |
| |                             |                             |
| 1 James • 2 G. Neville • 3 A. Cole • 4 Gerrard • 5 Terry • 6 Campbell • 7 Beckham • 8 Scholes • 9 Rooney • 10 Owen • 11 Lampard • 12 Bridge • 13 Robinson • 14 P. Neville • 15 King • 16 Carragher • 17 Butt • 18 Hargreaves • 19 J. Cole • 20 Dyer • 21 Heskey • 22 Walker • 23 Vassell • izbornik: Eriksson |                             |                             |

| Sastav Engleske na SP 2006. | Sastav Engleske na SP 2006. | Sastav Engleske na SP 2006. |
| --- | --------------------------- | --------------------------- |
| |                             |                             |
| 1 Robinson • 2 Neville • 3 A. Cole • 4 Gerrard • 5 Ferdinand • 6 Terry • 7 Beckham • 8 Lampard • 9 Rooney • 10 Owen • 11 J. Cole • 12 Campbell • 13 James • 14 Bridge • 15 Carragher • 16 Hargreaves • 17 Jenas • 18 Carrick • 19 Lennon • 20 Downing • 21 Crouch • 22 Carson • 23 Walcott • izbornik: Eriksson |                             |                             |

| Sastav Engleske na SP 2006. | Sastav Engleske na SP 2006. | Sastav Engleske na SP 2006. |
| --- | --------------------------- | --------------------------- |
| |                             |                             |
| 1 Robinson • 2 Neville • 3 A. Cole • 4 Gerrard • 5 Ferdinand • 6 Terry • 7 Beckham • 8 Lampard • 9 Rooney • 10 Owen • 11 J. Cole • 12 Campbell • 13 James • 14 Bridge • 15 Carragher • 16 Hargreaves • 17 Jenas • 18 Carrick • 19 Lennon • 20 Downing • 21 Crouch • 22 Carson • 23 Walcott • izbornik: Eriksson |                             |                             |

| Sastav Engleske na SP 2010. | Sastav Engleske na SP 2010. | Sastav Engleske na SP 2010. |
| --- | --------------------------- | --------------------------- |
| |                             |                             |
| 1 James • 2 Johnson • 3 A. Cole • 4 Gerrard • 5 Dawson • 6 Terry • 7 Lennon • 8 Lampard • 9 Crouch • 10 Rooney • 11 J. Cole • 12 Green • 13 Warnock • 14 Barry • 15 Upson • 16 Milner • 17 Wright-Phillips • 18 Carragher • 19 Defoe • 20 King • 21 Heskey • 22 Carrick • 23 Hart • izbornik: Capello |                             |                             |

| Sastav Engleske na SP 2010. | Sastav Engleske na SP 2010. | Sastav Engleske na SP 2010. |
| --- | --------------------------- | --------------------------- |
| |                             |                             |
| 1 James • 2 Johnson • 3 A. Cole • 4 Gerrard • 5 Dawson • 6 Terry • 7 Lennon • 8 Lampard • 9 Crouch • 10 Rooney • 11 J. Cole • 12 Green • 13 Warnock • 14 Barry • 15 Upson • 16 Milner • 17 Wright-Phillips • 18 Carragher • 19 Defoe • 20 King • 21 Heskey • 22 Carrick • 23 Hart • izbornik: Capello |                             |                             |

| Sastav Engleske na EP 2012. | Sastav Engleske na EP 2012. | Sastav Engleske na EP 2012. |
| --- | --------------------------- | --------------------------- |
| |                             |                             |
| 1 Hart • 2 Johnson • 3 A. Cole • 4 Gerrard • 5 Kelly • 6 Terry • 7 Walcott • 8 Henderson • 9 Carroll • 10 Rooney • 11 Young • 12 Baines • 13 Green • 14 Jones • 15 Lescott • 16 Milner • 17 Parker • 18 Jagielka • 19 Downing • 20 Oxlade-Chamberlain • 21 Defoe • 22 Welbeck • 23 Butland • izbornik: Hodgson |                             |                             |

| Sastav Engleske na EP 2012. | Sastav Engleske na EP 2012. | Sastav Engleske na EP 2012. |
| --- | --------------------------- | --------------------------- |
| |                             |                             |
| 1 Hart • 2 Johnson • 3 A. Cole • 4 Gerrard • 5 Kelly • 6 Terry • 7 Walcott • 8 Henderson • 9 Carroll • 10 Rooney • 11 Young • 12 Baines • 13 Green • 14 Jones • 15 Lescott • 16 Milner • 17 Parker • 18 Jagielka • 19 Downing • 20 Oxlade-Chamberlain • 21 Defoe • 22 Welbeck • 23 Butland • izbornik: Hodgson |                             |                             |

| Sastav Engleske na SP 2014. | Sastav Engleske na SP 2014. | Sastav Engleske na SP 2014. |
| --- | --------------------------- | --------------------------- |
| |                             |                             |
| 1 Hart • 2 Johnson • 3 Baines • 4 Gerrard • 5 Cahill • 6 Jagielka • 7 Wilshere • 8 Lampard • 9 Sturridge • 10 Rooney • 11 Welbeck • 12 Smalling • 13 Foster • 14 Henderson • 15 Oxlade-Chamberlain • 16 Jones • 17 Milner • 18 Lambert • 19 Sterling • 20 Lallana • 21 Barkley • 22 Forster • 23 Shaw • izbornik: Hodgson |                             |                             |

| Sastav Engleske na SP 2014. | Sastav Engleske na SP 2014. | Sastav Engleske na SP 2014. |
| --- | --------------------------- | --------------------------- |
| |                             |                             |
| 1 Hart • 2 Johnson • 3 Baines • 4 Gerrard • 5 Cahill • 6 Jagielka • 7 Wilshere • 8 Lampard • 9 Sturridge • 10 Rooney • 11 Welbeck • 12 Smalling • 13 Foster • 14 Henderson • 15 Oxlade-Chamberlain • 16 Jones • 17 Milner • 18 Lambert • 19 Sterling • 20 Lallana • 21 Barkley • 22 Forster • 23 Shaw • izbornik: Hodgson |                             |                             |

| Sastav Engleske na EP 2016. | Sastav Engleske na EP 2016. | Sastav Engleske na EP 2016. |
| --- | --------------------------- | --------------------------- |
| |                             |                             |
| 1 Hart • 2 Walker • 3 Rose • 4 Milner • 5 Cahill • 6 Smalling • 7 Sterling • 8 Lallana • 9 Kane • 10 Rooney • 11 Vardy • 12 Clyne • 13 Forster • 14 Henderson • 15 Sturridge • 16 Stones • 17 Dier • 18 Wilshere • 19 Barkley • 20 Alli • 21 Bertrand • 22 Rashford • 23 Heaton • izbornik: Hodgson |                             |                             |

| Sastav Engleske na EP 2016. | Sastav Engleske na EP 2016. | Sastav Engleske na EP 2016. |
| --- | --------------------------- | --------------------------- |
| |                             |                             |
| 1 Hart • 2 Walker • 3 Rose • 4 Milner • 5 Cahill • 6 Smalling • 7 Sterling • 8 Lallana • 9 Kane • 10 Rooney • 11 Vardy • 12 Clyne • 13 Forster • 14 Henderson • 15 Sturridge • 16 Stones • 17 Dier • 18 Wilshere • 19 Barkley • 20 Alli • 21 Bertrand • 22 Rashford • 23 Heaton • izbornik: Hodgson |                             |                             |

| Sastav Engleske na SP 2018. (4. mjesto) | Sastav Engleske na SP 2018. (4. mjesto) | Sastav Engleske na SP 2018. (4. mjesto) |
| --- | --------------------------------------- | --------------------------------------- |
| |                                         |                                         |
| 1 Pickford • 2 Walker • 3 Rose • 4 Dier • 5 Stones • 6 Maguire • 7 Lingard • 8 Henderson • 9 Kane • 10 Sterling • 11 Vardy • 12 Trippier • 13 Butland • 14 Welbeck • 15 Cahill • 16 Jones • 17 Delph • 18 Young • 19 Rashford • 20 Alli • 21 Loftus-Cheek • 22 Alexander-Arnold • 23 Pope • izbornik: Southgate |                                         |                                         |

| Sastav Engleske na SP 2018. (4. mjesto) | Sastav Engleske na SP 2018. (4. mjesto) | Sastav Engleske na SP 2018. (4. mjesto) |
| --- | --------------------------------------- | --------------------------------------- |
| |                                         |                                         |
| 1 Pickford • 2 Walker • 3 Rose • 4 Dier • 5 Stones • 6 Maguire • 7 Lingard • 8 Henderson • 9 Kane • 10 Sterling • 11 Vardy • 12 Trippier • 13 Butland • 14 Welbeck • 15 Cahill • 16 Jones • 17 Delph • 18 Young • 19 Rashford • 20 Alli • 21 Loftus-Cheek • 22 Alexander-Arnold • 23 Pope • izbornik: Southgate |                                         |                                         |

| Sastav Engleske na EP 2020. (2. mjesto) | Sastav Engleske na EP 2020. (2. mjesto) | Sastav Engleske na EP 2020. (2. mjesto) |
| --- | --------------------------------------- | --------------------------------------- |
| |                                         |                                         |
| 1 Pickford • 2 Walker • 3 Shaw • 4 Rice • 5 Stones • 6 Maguire • 7 Grealish • 8 J. Henderson • 9 Kane • 10 Sterling • 11 Rashford • 12 Trippier • 13 D. Henderson (do 15. lipnja 2021.) • 13 Ramsdale (od 15. lipnja 2021.) • 14 Phillips • 15 Mings • 16 Coady • 17 Sancho • 18 Calvert-Lewin • 19 Mount • 20 Foden • 21 Chilwell • 22 White • 23 Johnstone • 24 James • 25 Saka • 26 Bellingham • Izbornik: Southgate |                                         |                                         |

| Sastav Engleske na EP 2020. (2. mjesto) | Sastav Engleske na EP 2020. (2. mjesto) | Sastav Engleske na EP 2020. (2. mjesto) |
| --- | --------------------------------------- | --------------------------------------- |
| |                                         |                                         |
| 1 Pickford • 2 Walker • 3 Shaw • 4 Rice • 5 Stones • 6 Maguire • 7 Grealish • 8 J. Henderson • 9 Kane • 10 Sterling • 11 Rashford • 12 Trippier • 13 D. Henderson (do 15. lipnja 2021.) • 13 Ramsdale (od 15. lipnja 2021.) • 14 Phillips • 15 Mings • 16 Coady • 17 Sancho • 18 Calvert-Lewin • 19 Mount • 20 Foden • 21 Chilwell • 22 White • 23 Johnstone • 24 James • 25 Saka • 26 Bellingham • Izbornik: Southgate |                                         |                                         |

| Sastav Engleske na SP 2022. | Sastav Engleske na SP 2022. | Sastav Engleske na SP 2022. |
| --- | --------------------------- | --------------------------- |
| |                             |                             |
| 1 Pickford • 2 Walker • 3 Shaw • 4 Rice • 5 Stones • 6 Maguire • 7 Grealish • 8 Henderson • 9 Kane • 10 Sterling • 11 Rashford • 12 Trippier • 13 Pope • 14 Phillips • 15 Dier • 16 Coady • 17 Saka • 18 Alexander-Arnold • 19 Mount • 20 Foden • 21 White • 22 Bellingham • 23 Ramsdale • 24 Wilson • 25 Maddison • 26 Gallagher • izbornik: Southgate |                             |                             |

| Sastav Engleske na SP 2022. | Sastav Engleske na SP 2022. | Sastav Engleske na SP 2022. |
| --- | --------------------------- | --------------------------- |
| |                             |                             |
| 1 Pickford • 2 Walker • 3 Shaw • 4 Rice • 5 Stones • 6 Maguire • 7 Grealish • 8 Henderson • 9 Kane • 10 Sterling • 11 Rashford • 12 Trippier • 13 Pope • 14 Phillips • 15 Dier • 16 Coady • 17 Saka • 18 Alexander-Arnold • 19 Mount • 20 Foden • 21 White • 22 Bellingham • 23 Ramsdale • 24 Wilson • 25 Maddison • 26 Gallagher • izbornik: Southgate |                             |                             |

| Sastav Engleske na EP 2024. (2. mjesto) | Sastav Engleske na EP 2024. (2. mjesto) | Sastav Engleske na EP 2024. (2. mjesto) |
| --- | --------------------------------------- | --------------------------------------- |
| |                                         |                                         |
| 1 Pickford • 2 Walker • 3 Shaw • 4 Rice • 5 Stones • 6 Guéhi • 7 Saka • 8 Alexander-Arnold • 9 Kane • 10 Bellingham • 11 Foden • 12 Trippier • 13 Ramsdale • 14 Konsa • 15 Dunk • 16 Gallagher • 17 Toney • 18 Gordon • 19 Watkins • 20 Bowen • 21 Eze • 22 Gomez • 23 Henderson • 24 Palmer • 25 Wharton • 26 Mainoo • Izbornik: Southgate |                                         |                                         |

| Sastav Engleske na EP 2024. (2. mjesto) | Sastav Engleske na EP 2024. (2. mjesto) | Sastav Engleske na EP 2024. (2. mjesto) |
| --- | --------------------------------------- | --------------------------------------- |
| |                                         |                                         |
| 1 Pickford • 2 Walker • 3 Shaw • 4 Rice • 5 Stones • 6 Guéhi • 7 Saka • 8 Alexander-Arnold • 9 Kane • 10 Bellingham • 11 Foden • 12 Trippier • 13 Ramsdale • 14 Konsa • 15 Dunk • 16 Gallagher • 17 Toney • 18 Gordon • 19 Watkins • 20 Bowen • 21 Eze • 22 Gomez • 23 Henderson • 24 Palmer • 25 Wharton • 26 Mainoo • Izbornik: Southgate |                                         |                                         |

| Sastav Engleske na SP 1966. (prvaci) | Sastav Engleske na SP 1966. (prvaci) | Sastav Engleske na SP 1966. (prvaci) |
| --- | ------------------------------------ | ------------------------------------ |
| |                                      |                                      |
| 1 Banks • 2 Cohen • 3 Wilson • 4 Stiles • 5 J. Charlton • 6 Moore • 7 Ball • 8 Greaves • 9 B. Charlton • 10 Hurst • 11 Connelly • 12 Springett • 13 Bonetti • 14 Armfield • 15 Byrne • 16 Peters • 17 Flowers • 18 Hunter • 19 Paine • 20 Callaghan • 21 Hunt • 22 Eastham • izbornik: Alf Ramsey |                                      |                                      |

| Sastav Engleske na SP 1966. (prvaci) | Sastav Engleske na SP 1966. (prvaci) | Sastav Engleske na SP 1966. (prvaci) |
| --- | ------------------------------------ | ------------------------------------ |
| |                                      |                                      |
| 1 Banks • 2 Cohen • 3 Wilson • 4 Stiles • 5 J. Charlton • 6 Moore • 7 Ball • 8 Greaves • 9 B. Charlton • 10 Hurst • 11 Connelly • 12 Springett • 13 Bonetti • 14 Armfield • 15 Byrne • 16 Peters • 17 Flowers • 18 Hunter • 19 Paine • 20 Callaghan • 21 Hunt • 22 Eastham • izbornik: Alf Ramsey |                                      |                                      |

| Sastav Engleske na SP 1990. (4. mjesto) | Sastav Engleske na SP 1990. (4. mjesto) | Sastav Engleske na SP 1990. (4. mjesto) |
| --- | --------------------------------------- | --------------------------------------- |
| |                                         |                                         |
| 1 Shilton • 2 Stevens • 3 Pearce • 4 Webb • 5 Walker • 6 Butcher • 7 Br. Robson • 8 Waddle • 9 Beardsley • 10 Lineker • 11 Barnes • 12 Parker • 13 Woods • 14 Wright • 15 Dorigo • 16 McMahon • 17 Platt • 18 Hodge • 19 Gascoigne • 20 Steven • 21 Bull • 22 Seaman (Beasant) • izbornik: Bo. Robson |                                         |                                         |

| Sastav Engleske na SP 1990. (4. mjesto) | Sastav Engleske na SP 1990. (4. mjesto) | Sastav Engleske na SP 1990. (4. mjesto) |
| --- | --------------------------------------- | --------------------------------------- |
| |                                         |                                         |
| 1 Shilton • 2 Stevens • 3 Pearce • 4 Webb • 5 Walker • 6 Butcher • 7 Br. Robson • 8 Waddle • 9 Beardsley • 10 Lineker • 11 Barnes • 12 Parker • 13 Woods • 14 Wright • 15 Dorigo • 16 McMahon • 17 Platt • 18 Hodge • 19 Gascoigne • 20 Steven • 21 Bull • 22 Seaman (Beasant) • izbornik: Bo. Robson |                                         |                                         |

| Sastav Engleske na EP 1992. | Sastav Engleske na EP 1992. | Sastav Engleske na EP 1992. |
| --- | --------------------------- | --------------------------- |
| |                             |                             |
| 1 Woods • 2 Curle • 3 Pearce • 4 Keown • 5 Walker • 6 Wright • 7 Platt • 8 Steven • 9 Clough • 10 Lineker • 11 Sinton • 12 Palmer • 13 Martyn • 14 Dorigo • 15 Webb • 16 Merson • 17 Smith • 18 Daley • 19 Batty • 20 Shearer • izbornik: Taylor |                             |                             |

| Sastav Engleske na EP 1992. | Sastav Engleske na EP 1992. | Sastav Engleske na EP 1992. |
| --- | --------------------------- | --------------------------- |
| |                             |                             |
| 1 Woods • 2 Curle • 3 Pearce • 4 Keown • 5 Walker • 6 Wright • 7 Platt • 8 Steven • 9 Clough • 10 Lineker • 11 Sinton • 12 Palmer • 13 Martyn • 14 Dorigo • 15 Webb • 16 Merson • 17 Smith • 18 Daley • 19 Batty • 20 Shearer • izbornik: Taylor |                             |                             |

| Sastav Engleske na EP 1996. | Sastav Engleske na EP 1996. | Sastav Engleske na EP 1996. |
| --- | --------------------------- | --------------------------- |
| |                             |                             |
| 1 Seaman • 2 G. Neville • 3 Pearce • 4 Ince • 5 Adams • 6 Southgate • 7 Platt • 8 Gascoigne • 9 Shearer • 10 Sheringham • 11 Anderton • 12 Howey • 13 Flowers • 14 Barmby • 15 Redknapp • 16 Campbell • 17 McManaman • 18 L. Ferdinand • 19 P. Neville • 20 Stone • 21 Fowler • 22 Walker • izbornik: Venables |                             |                             |

| Sastav Engleske na EP 1996. | Sastav Engleske na EP 1996. | Sastav Engleske na EP 1996. |
| --- | --------------------------- | --------------------------- |
| |                             |                             |
| 1 Seaman • 2 G. Neville • 3 Pearce • 4 Ince • 5 Adams • 6 Southgate • 7 Platt • 8 Gascoigne • 9 Shearer • 10 Sheringham • 11 Anderton • 12 Howey • 13 Flowers • 14 Barmby • 15 Redknapp • 16 Campbell • 17 McManaman • 18 L. Ferdinand • 19 P. Neville • 20 Stone • 21 Fowler • 22 Walker • izbornik: Venables |                             |                             |

| Sastav Engleske na SP 1998. | Sastav Engleske na SP 1998. | Sastav Engleske na SP 1998. |
| --- | --------------------------- | --------------------------- |
| |                             |                             |
| 1 Seaman • 2 Campbell • 3 Le Saux • 4 Ince • 5 Adams • 6 Southgate • 7 Beckham • 8 Batty • 9 Shearer • 10 Sheringham • 11 McManaman • 12 Neville • 13 Martyn • 14 Anderton • 15 Merson • 16 Scholes • 17 Lee • 18 Keown • 19 L. Ferdinand • 20 Owen • 21 R. Ferdinand • 22 Flowers • izbornik: Glenn Hoddle |                             |                             |

| Sastav Engleske na SP 1998. | Sastav Engleske na SP 1998. | Sastav Engleske na SP 1998. |
| --- | --------------------------- | --------------------------- |
| |                             |                             |
| 1 Seaman • 2 Campbell • 3 Le Saux • 4 Ince • 5 Adams • 6 Southgate • 7 Beckham • 8 Batty • 9 Shearer • 10 Sheringham • 11 McManaman • 12 Neville • 13 Martyn • 14 Anderton • 15 Merson • 16 Scholes • 17 Lee • 18 Keown • 19 L. Ferdinand • 20 Owen • 21 R. Ferdinand • 22 Flowers • izbornik: Glenn Hoddle |                             |                             |

| Sastav Engleske na EP 2000. | Sastav Engleske na EP 2000. | Sastav Engleske na EP 2000. |
| --- | --------------------------- | --------------------------- |
| |                             |                             |
| 1 Seaman • 2 G. Neville • 3 P. Neville • 4 Campbell • 5 Adams • 6 Keown • 7 Beckham • 8 Scholes • 9 Shearer • 10 Owen • 11 McManaman • 12 Southgate • 13 Martyn • 14 Ince • 15 Barry • 16 Gerrard • 17 Wise • 18 Barmby • 19 Heskey • 20 Phillips • 21 Fowler • 22 Wright • izbornik: Kevin Keegan |                             |                             |

| Sastav Engleske na EP 2000. | Sastav Engleske na EP 2000. | Sastav Engleske na EP 2000. |
| --- | --------------------------- | --------------------------- |
| |                             |                             |
| 1 Seaman • 2 G. Neville • 3 P. Neville • 4 Campbell • 5 Adams • 6 Keown • 7 Beckham • 8 Scholes • 9 Shearer • 10 Owen • 11 McManaman • 12 Southgate • 13 Martyn • 14 Ince • 15 Barry • 16 Gerrard • 17 Wise • 18 Barmby • 19 Heskey • 20 Phillips • 21 Fowler • 22 Wright • izbornik: Kevin Keegan |                             |                             |

| Sastav Engleske na SP 2002. | Sastav Engleske na SP 2002. | Sastav Engleske na SP 2002. |
| --- | --------------------------- | --------------------------- |
| |                             |                             |
| 1 Seaman • 2 Mills • 3 A. Cole • 4 Sinclair • 5 Ferdinand • 6 Campbell • 7 Beckham • 8 Scholes • 9 Fowler • 10 Owen • 11 Heskey • 12 Brown • 13 Martyn • 14 Bridge • 15 Keown • 16 Southgate • 17 Sheringham • 18 Hargreaves • 19 J. Cole • 20 Vassell • 21 Butt • 22 James • 23 Dyer • izbornik: Sven-Göran Eriksson |                             |                             |

| Sastav Engleske na SP 2002. | Sastav Engleske na SP 2002. | Sastav Engleske na SP 2002. |
| --- | --------------------------- | --------------------------- |
| |                             |                             |
| 1 Seaman • 2 Mills • 3 A. Cole • 4 Sinclair • 5 Ferdinand • 6 Campbell • 7 Beckham • 8 Scholes • 9 Fowler • 10 Owen • 11 Heskey • 12 Brown • 13 Martyn • 14 Bridge • 15 Keown • 16 Southgate • 17 Sheringham • 18 Hargreaves • 19 J. Cole • 20 Vassell • 21 Butt • 22 James • 23 Dyer • izbornik: Sven-Göran Eriksson |                             |                             |

| Sastav Engleske na EP 2004. | Sastav Engleske na EP 2004. | Sastav Engleske na EP 2004. |
| --- | --------------------------- | --------------------------- |
| |                             |                             |
| 1 James • 2 G. Neville • 3 A. Cole • 4 Gerrard • 5 Terry • 6 Campbell • 7 Beckham • 8 Scholes • 9 Rooney • 10 Owen • 11 Lampard • 12 Bridge • 13 Robinson • 14 P. Neville • 15 King • 16 Carragher • 17 Butt • 18 Hargreaves • 19 J. Cole • 20 Dyer • 21 Heskey • 22 Walker • 23 Vassell • izbornik: Eriksson |                             |                             |

| Sastav Engleske na EP 2004. | Sastav Engleske na EP 2004. | Sastav Engleske na EP 2004. |
| --- | --------------------------- | --------------------------- |
| |                             |                             |
| 1 James • 2 G. Neville • 3 A. Cole • 4 Gerrard • 5 Terry • 6 Campbell • 7 Beckham • 8 Scholes • 9 Rooney • 10 Owen • 11 Lampard • 12 Bridge • 13 Robinson • 14 P. Neville • 15 King • 16 Carragher • 17 Butt • 18 Hargreaves • 19 J. Cole • 20 Dyer • 21 Heskey • 22 Walker • 23 Vassell • izbornik: Eriksson |                             |                             |

| Sastav Engleske na SP 2006. | Sastav Engleske na SP 2006. | Sastav Engleske na SP 2006. |
| --- | --------------------------- | --------------------------- |
| |                             |                             |
| 1 Robinson • 2 Neville • 3 A. Cole • 4 Gerrard • 5 Ferdinand • 6 Terry • 7 Beckham • 8 Lampard • 9 Rooney • 10 Owen • 11 J. Cole • 12 Campbell • 13 James • 14 Bridge • 15 Carragher • 16 Hargreaves • 17 Jenas • 18 Carrick • 19 Lennon • 20 Downing • 21 Crouch • 22 Carson • 23 Walcott • izbornik: Eriksson |                             |                             |

| Sastav Engleske na SP 2006. | Sastav Engleske na SP 2006. | Sastav Engleske na SP 2006. |
| --- | --------------------------- | --------------------------- |
| |                             |                             |
| 1 Robinson • 2 Neville • 3 A. Cole • 4 Gerrard • 5 Ferdinand • 6 Terry • 7 Beckham • 8 Lampard • 9 Rooney • 10 Owen • 11 J. Cole • 12 Campbell • 13 James • 14 Bridge • 15 Carragher • 16 Hargreaves • 17 Jenas • 18 Carrick • 19 Lennon • 20 Downing • 21 Crouch • 22 Carson • 23 Walcott • izbornik: Eriksson |                             |                             |

| Sastav Engleske na SP 2010. | Sastav Engleske na SP 2010. | Sastav Engleske na SP 2010. |
| --- | --------------------------- | --------------------------- |
| |                             |                             |
| 1 James • 2 Johnson • 3 A. Cole • 4 Gerrard • 5 Dawson • 6 Terry • 7 Lennon • 8 Lampard • 9 Crouch • 10 Rooney • 11 J. Cole • 12 Green • 13 Warnock • 14 Barry • 15 Upson • 16 Milner • 17 Wright-Phillips • 18 Carragher • 19 Defoe • 20 King • 21 Heskey • 22 Carrick • 23 Hart • izbornik: Capello |                             |                             |

| Sastav Engleske na SP 2010. | Sastav Engleske na SP 2010. | Sastav Engleske na SP 2010. |
| --- | --------------------------- | --------------------------- |
| |                             |                             |
| 1 James • 2 Johnson • 3 A. Cole • 4 Gerrard • 5 Dawson • 6 Terry • 7 Lennon • 8 Lampard • 9 Crouch • 10 Rooney • 11 J. Cole • 12 Green • 13 Warnock • 14 Barry • 15 Upson • 16 Milner • 17 Wright-Phillips • 18 Carragher • 19 Defoe • 20 King • 21 Heskey • 22 Carrick • 23 Hart • izbornik: Capello |                             |                             |

| Sastav Engleske na EP 2012. | Sastav Engleske na EP 2012. | Sastav Engleske na EP 2012. |
| --- | --------------------------- | --------------------------- |
| |                             |                             |
| 1 Hart • 2 Johnson • 3 A. Cole • 4 Gerrard • 5 Kelly • 6 Terry • 7 Walcott • 8 Henderson • 9 Carroll • 10 Rooney • 11 Young • 12 Baines • 13 Green • 14 Jones • 15 Lescott • 16 Milner • 17 Parker • 18 Jagielka • 19 Downing • 20 Oxlade-Chamberlain • 21 Defoe • 22 Welbeck • 23 Butland • izbornik: Hodgson |                             |                             |

| Sastav Engleske na EP 2012. | Sastav Engleske na EP 2012. | Sastav Engleske na EP 2012. |
| --- | --------------------------- | --------------------------- |
| |                             |                             |
| 1 Hart • 2 Johnson • 3 A. Cole • 4 Gerrard • 5 Kelly • 6 Terry • 7 Walcott • 8 Henderson • 9 Carroll • 10 Rooney • 11 Young • 12 Baines • 13 Green • 14 Jones • 15 Lescott • 16 Milner • 17 Parker • 18 Jagielka • 19 Downing • 20 Oxlade-Chamberlain • 21 Defoe • 22 Welbeck • 23 Butland • izbornik: Hodgson |                             |                             |

| Sastav Engleske na SP 2014. | Sastav Engleske na SP 2014. | Sastav Engleske na SP 2014. |
| --- | --------------------------- | --------------------------- |
| |                             |                             |
| 1 Hart • 2 Johnson • 3 Baines • 4 Gerrard • 5 Cahill • 6 Jagielka • 7 Wilshere • 8 Lampard • 9 Sturridge • 10 Rooney • 11 Welbeck • 12 Smalling • 13 Foster • 14 Henderson • 15 Oxlade-Chamberlain • 16 Jones • 17 Milner • 18 Lambert • 19 Sterling • 20 Lallana • 21 Barkley • 22 Forster • 23 Shaw • izbornik: Hodgson |                             |                             |

| Sastav Engleske na SP 2014. | Sastav Engleske na SP 2014. | Sastav Engleske na SP 2014. |
| --- | --------------------------- | --------------------------- |
| |                             |                             |
| 1 Hart • 2 Johnson • 3 Baines • 4 Gerrard • 5 Cahill • 6 Jagielka • 7 Wilshere • 8 Lampard • 9 Sturridge • 10 Rooney • 11 Welbeck • 12 Smalling • 13 Foster • 14 Henderson • 15 Oxlade-Chamberlain • 16 Jones • 17 Milner • 18 Lambert • 19 Sterling • 20 Lallana • 21 Barkley • 22 Forster • 23 Shaw • izbornik: Hodgson |                             |                             |

| Sastav Engleske na EP 2016. | Sastav Engleske na EP 2016. | Sastav Engleske na EP 2016. |
| --- | --------------------------- | --------------------------- |
| |                             |                             |
| 1 Hart • 2 Walker • 3 Rose • 4 Milner • 5 Cahill • 6 Smalling • 7 Sterling • 8 Lallana • 9 Kane • 10 Rooney • 11 Vardy • 12 Clyne • 13 Forster • 14 Henderson • 15 Sturridge • 16 Stones • 17 Dier • 18 Wilshere • 19 Barkley • 20 Alli • 21 Bertrand • 22 Rashford • 23 Heaton • izbornik: Hodgson |                             |                             |

| Sastav Engleske na EP 2016. | Sastav Engleske na EP 2016. | Sastav Engleske na EP 2016. |
| --- | --------------------------- | --------------------------- |
| |                             |                             |
| 1 Hart • 2 Walker • 3 Rose • 4 Milner • 5 Cahill • 6 Smalling • 7 Sterling • 8 Lallana • 9 Kane • 10 Rooney • 11 Vardy • 12 Clyne • 13 Forster • 14 Henderson • 15 Sturridge • 16 Stones • 17 Dier • 18 Wilshere • 19 Barkley • 20 Alli • 21 Bertrand • 22 Rashford • 23 Heaton • izbornik: Hodgson |                             |                             |

| Sastav Engleske na SP 2018. (4. mjesto) | Sastav Engleske na SP 2018. (4. mjesto) | Sastav Engleske na SP 2018. (4. mjesto) |
| --- | --------------------------------------- | --------------------------------------- |
| |                                         |                                         |
| 1 Pickford • 2 Walker • 3 Rose • 4 Dier • 5 Stones • 6 Maguire • 7 Lingard • 8 Henderson • 9 Kane • 10 Sterling • 11 Vardy • 12 Trippier • 13 Butland • 14 Welbeck • 15 Cahill • 16 Jones • 17 Delph • 18 Young • 19 Rashford • 20 Alli • 21 Loftus-Cheek • 22 Alexander-Arnold • 23 Pope • izbornik: Southgate |                                         |                                         |

| Sastav Engleske na SP 2018. (4. mjesto) | Sastav Engleske na SP 2018. (4. mjesto) | Sastav Engleske na SP 2018. (4. mjesto) |
| --- | --------------------------------------- | --------------------------------------- |
| |                                         |                                         |
| 1 Pickford • 2 Walker • 3 Rose • 4 Dier • 5 Stones • 6 Maguire • 7 Lingard • 8 Henderson • 9 Kane • 10 Sterling • 11 Vardy • 12 Trippier • 13 Butland • 14 Welbeck • 15 Cahill • 16 Jones • 17 Delph • 18 Young • 19 Rashford • 20 Alli • 21 Loftus-Cheek • 22 Alexander-Arnold • 23 Pope • izbornik: Southgate |                                         |                                         |

| Sastav Engleske na EP 2020. (2. mjesto) | Sastav Engleske na EP 2020. (2. mjesto) | Sastav Engleske na EP 2020. (2. mjesto) |
| --- | --------------------------------------- | --------------------------------------- |
| |                                         |                                         |
| 1 Pickford • 2 Walker • 3 Shaw • 4 Rice • 5 Stones • 6 Maguire • 7 Grealish • 8 J. Henderson • 9 Kane • 10 Sterling • 11 Rashford • 12 Trippier • 13 D. Henderson (do 15. lipnja 2021.) • 13 Ramsdale (od 15. lipnja 2021.) • 14 Phillips • 15 Mings • 16 Coady • 17 Sancho • 18 Calvert-Lewin • 19 Mount • 20 Foden • 21 Chilwell • 22 White • 23 Johnstone • 24 James • 25 Saka • 26 Bellingham • Izbornik: Southgate |                                         |                                         |

| Sastav Engleske na EP 2020. (2. mjesto) | Sastav Engleske na EP 2020. (2. mjesto) | Sastav Engleske na EP 2020. (2. mjesto) |
| --- | --------------------------------------- | --------------------------------------- |
| |                                         |                                         |
| 1 Pickford • 2 Walker • 3 Shaw • 4 Rice • 5 Stones • 6 Maguire • 7 Grealish • 8 J. Henderson • 9 Kane • 10 Sterling • 11 Rashford • 12 Trippier • 13 D. Henderson (do 15. lipnja 2021.) • 13 Ramsdale (od 15. lipnja 2021.) • 14 Phillips • 15 Mings • 16 Coady • 17 Sancho • 18 Calvert-Lewin • 19 Mount • 20 Foden • 21 Chilwell • 22 White • 23 Johnstone • 24 James • 25 Saka • 26 Bellingham • Izbornik: Southgate |                                         |                                         |

| Sastav Engleske na SP 2022. | Sastav Engleske na SP 2022. | Sastav Engleske na SP 2022. |
| --- | --------------------------- | --------------------------- |
| |                             |                             |
| 1 Pickford • 2 Walker • 3 Shaw • 4 Rice • 5 Stones • 6 Maguire • 7 Grealish • 8 Henderson • 9 Kane • 10 Sterling • 11 Rashford • 12 Trippier • 13 Pope • 14 Phillips • 15 Dier • 16 Coady • 17 Saka • 18 Alexander-Arnold • 19 Mount • 20 Foden • 21 White • 22 Bellingham • 23 Ramsdale • 24 Wilson • 25 Maddison • 26 Gallagher • izbornik: Southgate |                             |                             |

| Sastav Engleske na SP 2022. | Sastav Engleske na SP 2022. | Sastav Engleske na SP 2022. |
| --- | --------------------------- | --------------------------- |
| |                             |                             |
| 1 Pickford • 2 Walker • 3 Shaw • 4 Rice • 5 Stones • 6 Maguire • 7 Grealish • 8 Henderson • 9 Kane • 10 Sterling • 11 Rashford • 12 Trippier • 13 Pope • 14 Phillips • 15 Dier • 16 Coady • 17 Saka • 18 Alexander-Arnold • 19 Mount • 20 Foden • 21 White • 22 Bellingham • 23 Ramsdale • 24 Wilson • 25 Maddison • 26 Gallagher • izbornik: Southgate |                             |                             |

| Sastav Engleske na EP 2024. (2. mjesto) | Sastav Engleske na EP 2024. (2. mjesto) | Sastav Engleske na EP 2024. (2. mjesto) |
| --- | --------------------------------------- | --------------------------------------- |
| |                                         |                                         |
| 1 Pickford • 2 Walker • 3 Shaw • 4 Rice • 5 Stones • 6 Guéhi • 7 Saka • 8 Alexander-Arnold • 9 Kane • 10 Bellingham • 11 Foden • 12 Trippier • 13 Ramsdale • 14 Konsa • 15 Dunk • 16 Gallagher • 17 Toney • 18 Gordon • 19 Watkins • 20 Bowen • 21 Eze • 22 Gomez • 23 Henderson • 24 Palmer • 25 Wharton • 26 Mainoo • Izbornik: Southgate |                                         |                                         |

| Sastav Engleske na EP 2024. (2. mjesto) | Sastav Engleske na EP 2024. (2. mjesto) | Sastav Engleske na EP 2024. (2. mjesto) |
| --- | --------------------------------------- | --------------------------------------- |
| |                                         |                                         |
| 1 Pickford • 2 Walker • 3 Shaw • 4 Rice • 5 Stones • 6 Guéhi • 7 Saka • 8 Alexander-Arnold • 9 Kane • 10 Bellingham • 11 Foden • 12 Trippier • 13 Ramsdale • 14 Konsa • 15 Dunk • 16 Gallagher • 17 Toney • 18 Gordon • 19 Watkins • 20 Bowen • 21 Eze • 22 Gomez • 23 Henderson • 24 Palmer • 25 Wharton • 26 Mainoo • Izbornik: Southgate |                                         |                                         |

| Sastav Engleske na SP 1966. (prvaci) | Sastav Engleske na SP 1966. (prvaci) | Sastav Engleske na SP 1966. (prvaci) |
| --- | ------------------------------------ | ------------------------------------ |
| |                                      |                                      |
| 1 Banks • 2 Cohen • 3 Wilson • 4 Stiles • 5 J. Charlton • 6 Moore • 7 Ball • 8 Greaves • 9 B. Charlton • 10 Hurst • 11 Connelly • 12 Springett • 13 Bonetti • 14 Armfield • 15 Byrne • 16 Peters • 17 Flowers • 18 Hunter • 19 Paine • 20 Callaghan • 21 Hunt • 22 Eastham • izbornik: Alf Ramsey |                                      |                                      |

| Sastav Engleske na SP 1966. (prvaci) | Sastav Engleske na SP 1966. (prvaci) | Sastav Engleske na SP 1966. (prvaci) |
| --- | ------------------------------------ | ------------------------------------ |
| |                                      |                                      |
| 1 Banks • 2 Cohen • 3 Wilson • 4 Stiles • 5 J. Charlton • 6 Moore • 7 Ball • 8 Greaves • 9 B. Charlton • 10 Hurst • 11 Connelly • 12 Springett • 13 Bonetti • 14 Armfield • 15 Byrne • 16 Peters • 17 Flowers • 18 Hunter • 19 Paine • 20 Callaghan • 21 Hunt • 22 Eastham • izbornik: Alf Ramsey |                                      |                                      |

| Sastav Engleske na SP 1990. (4. mjesto) | Sastav Engleske na SP 1990. (4. mjesto) | Sastav Engleske na SP 1990. (4. mjesto) |
| --- | --------------------------------------- | --------------------------------------- |
| |                                         |                                         |
| 1 Shilton • 2 Stevens • 3 Pearce • 4 Webb • 5 Walker • 6 Butcher • 7 Br. Robson • 8 Waddle • 9 Beardsley • 10 Lineker • 11 Barnes • 12 Parker • 13 Woods • 14 Wright • 15 Dorigo • 16 McMahon • 17 Platt • 18 Hodge • 19 Gascoigne • 20 Steven • 21 Bull • 22 Seaman (Beasant) • izbornik: Bo. Robson |                                         |                                         |

| Sastav Engleske na SP 1990. (4. mjesto) | Sastav Engleske na SP 1990. (4. mjesto) | Sastav Engleske na SP 1990. (4. mjesto) |
| --- | --------------------------------------- | --------------------------------------- |
| |                                         |                                         |
| 1 Shilton • 2 Stevens • 3 Pearce • 4 Webb • 5 Walker • 6 Butcher • 7 Br. Robson • 8 Waddle • 9 Beardsley • 10 Lineker • 11 Barnes • 12 Parker • 13 Woods • 14 Wright • 15 Dorigo • 16 McMahon • 17 Platt • 18 Hodge • 19 Gascoigne • 20 Steven • 21 Bull • 22 Seaman (Beasant) • izbornik: Bo. Robson |                                         |                                         |

| Sastav Engleske na EP 1992. | Sastav Engleske na EP 1992. | Sastav Engleske na EP 1992. |
| --- | --------------------------- | --------------------------- |
| |                             |                             |
| 1 Woods • 2 Curle • 3 Pearce • 4 Keown • 5 Walker • 6 Wright • 7 Platt • 8 Steven • 9 Clough • 10 Lineker • 11 Sinton • 12 Palmer • 13 Martyn • 14 Dorigo • 15 Webb • 16 Merson • 17 Smith • 18 Daley • 19 Batty • 20 Shearer • izbornik: Taylor |                             |                             |

| Sastav Engleske na EP 1992. | Sastav Engleske na EP 1992. | Sastav Engleske na EP 1992. |
| --- | --------------------------- | --------------------------- |
| |                             |                             |
| 1 Woods • 2 Curle • 3 Pearce • 4 Keown • 5 Walker • 6 Wright • 7 Platt • 8 Steven • 9 Clough • 10 Lineker • 11 Sinton • 12 Palmer • 13 Martyn • 14 Dorigo • 15 Webb • 16 Merson • 17 Smith • 18 Daley • 19 Batty • 20 Shearer • izbornik: Taylor |                             |                             |

| Sastav Engleske na EP 1996. | Sastav Engleske na EP 1996. | Sastav Engleske na EP 1996. |
| --- | --------------------------- | --------------------------- |
| |                             |                             |
| 1 Seaman • 2 G. Neville • 3 Pearce • 4 Ince • 5 Adams • 6 Southgate • 7 Platt • 8 Gascoigne • 9 Shearer • 10 Sheringham • 11 Anderton • 12 Howey • 13 Flowers • 14 Barmby • 15 Redknapp • 16 Campbell • 17 McManaman • 18 L. Ferdinand • 19 P. Neville • 20 Stone • 21 Fowler • 22 Walker • izbornik: Venables |                             |                             |

| Sastav Engleske na EP 1996. | Sastav Engleske na EP 1996. | Sastav Engleske na EP 1996. |
| --- | --------------------------- | --------------------------- |
| |                             |                             |
| 1 Seaman • 2 G. Neville • 3 Pearce • 4 Ince • 5 Adams • 6 Southgate • 7 Platt • 8 Gascoigne • 9 Shearer • 10 Sheringham • 11 Anderton • 12 Howey • 13 Flowers • 14 Barmby • 15 Redknapp • 16 Campbell • 17 McManaman • 18 L. Ferdinand • 19 P. Neville • 20 Stone • 21 Fowler • 22 Walker • izbornik: Venables |                             |                             |

| Sastav Engleske na SP 1998. | Sastav Engleske na SP 1998. | Sastav Engleske na SP 1998. |
| --- | --------------------------- | --------------------------- |
| |                             |                             |
| 1 Seaman • 2 Campbell • 3 Le Saux • 4 Ince • 5 Adams • 6 Southgate • 7 Beckham • 8 Batty • 9 Shearer • 10 Sheringham • 11 McManaman • 12 Neville • 13 Martyn • 14 Anderton • 15 Merson • 16 Scholes • 17 Lee • 18 Keown • 19 L. Ferdinand • 20 Owen • 21 R. Ferdinand • 22 Flowers • izbornik: Glenn Hoddle |                             |                             |

| Sastav Engleske na SP 1998. | Sastav Engleske na SP 1998. | Sastav Engleske na SP 1998. |
| --- | --------------------------- | --------------------------- |
| |                             |                             |
| 1 Seaman • 2 Campbell • 3 Le Saux • 4 Ince • 5 Adams • 6 Southgate • 7 Beckham • 8 Batty • 9 Shearer • 10 Sheringham • 11 McManaman • 12 Neville • 13 Martyn • 14 Anderton • 15 Merson • 16 Scholes • 17 Lee • 18 Keown • 19 L. Ferdinand • 20 Owen • 21 R. Ferdinand • 22 Flowers • izbornik: Glenn Hoddle |                             |                             |

| Sastav Engleske na EP 2000. | Sastav Engleske na EP 2000. | Sastav Engleske na EP 2000. |
| --- | --------------------------- | --------------------------- |
| |                             |                             |
| 1 Seaman • 2 G. Neville • 3 P. Neville • 4 Campbell • 5 Adams • 6 Keown • 7 Beckham • 8 Scholes • 9 Shearer • 10 Owen • 11 McManaman • 12 Southgate • 13 Martyn • 14 Ince • 15 Barry • 16 Gerrard • 17 Wise • 18 Barmby • 19 Heskey • 20 Phillips • 21 Fowler • 22 Wright • izbornik: Kevin Keegan |                             |                             |

| Sastav Engleske na EP 2000. | Sastav Engleske na EP 2000. | Sastav Engleske na EP 2000. |
| --- | --------------------------- | --------------------------- |
| |                             |                             |
| 1 Seaman • 2 G. Neville • 3 P. Neville • 4 Campbell • 5 Adams • 6 Keown • 7 Beckham • 8 Scholes • 9 Shearer • 10 Owen • 11 McManaman • 12 Southgate • 13 Martyn • 14 Ince • 15 Barry • 16 Gerrard • 17 Wise • 18 Barmby • 19 Heskey • 20 Phillips • 21 Fowler • 22 Wright • izbornik: Kevin Keegan |                             |                             |

| Sastav Engleske na SP 2002. | Sastav Engleske na SP 2002. | Sastav Engleske na SP 2002. |
| --- | --------------------------- | --------------------------- |
| |                             |                             |
| 1 Seaman • 2 Mills • 3 A. Cole • 4 Sinclair • 5 Ferdinand • 6 Campbell • 7 Beckham • 8 Scholes • 9 Fowler • 10 Owen • 11 Heskey • 12 Brown • 13 Martyn • 14 Bridge • 15 Keown • 16 Southgate • 17 Sheringham • 18 Hargreaves • 19 J. Cole • 20 Vassell • 21 Butt • 22 James • 23 Dyer • izbornik: Sven-Göran Eriksson |                             |                             |

| Sastav Engleske na SP 2002. | Sastav Engleske na SP 2002. | Sastav Engleske na SP 2002. |
| --- | --------------------------- | --------------------------- |
| |                             |                             |
| 1 Seaman • 2 Mills • 3 A. Cole • 4 Sinclair • 5 Ferdinand • 6 Campbell • 7 Beckham • 8 Scholes • 9 Fowler • 10 Owen • 11 Heskey • 12 Brown • 13 Martyn • 14 Bridge • 15 Keown • 16 Southgate • 17 Sheringham • 18 Hargreaves • 19 J. Cole • 20 Vassell • 21 Butt • 22 James • 23 Dyer • izbornik: Sven-Göran Eriksson |                             |                             |

| Sastav Engleske na EP 2004. | Sastav Engleske na EP 2004. | Sastav Engleske na EP 2004. |
| --- | --------------------------- | --------------------------- |
| |                             |                             |
| 1 James • 2 G. Neville • 3 A. Cole • 4 Gerrard • 5 Terry • 6 Campbell • 7 Beckham • 8 Scholes • 9 Rooney • 10 Owen • 11 Lampard • 12 Bridge • 13 Robinson • 14 P. Neville • 15 King • 16 Carragher • 17 Butt • 18 Hargreaves • 19 J. Cole • 20 Dyer • 21 Heskey • 22 Walker • 23 Vassell • izbornik: Eriksson |                             |                             |

| Sastav Engleske na EP 2004. | Sastav Engleske na EP 2004. | Sastav Engleske na EP 2004. |
| --- | --------------------------- | --------------------------- |
| |                             |                             |
| 1 James • 2 G. Neville • 3 A. Cole • 4 Gerrard • 5 Terry • 6 Campbell • 7 Beckham • 8 Scholes • 9 Rooney • 10 Owen • 11 Lampard • 12 Bridge • 13 Robinson • 14 P. Neville • 15 King • 16 Carragher • 17 Butt • 18 Hargreaves • 19 J. Cole • 20 Dyer • 21 Heskey • 22 Walker • 23 Vassell • izbornik: Eriksson |                             |                             |

| Sastav Engleske na SP 2006. | Sastav Engleske na SP 2006. | Sastav Engleske na SP 2006. |
| --- | --------------------------- | --------------------------- |
| |                             |                             |
| 1 Robinson • 2 Neville • 3 A. Cole • 4 Gerrard • 5 Ferdinand • 6 Terry • 7 Beckham • 8 Lampard • 9 Rooney • 10 Owen • 11 J. Cole • 12 Campbell • 13 James • 14 Bridge • 15 Carragher • 16 Hargreaves • 17 Jenas • 18 Carrick • 19 Lennon • 20 Downing • 21 Crouch • 22 Carson • 23 Walcott • izbornik: Eriksson |                             |                             |

| Sastav Engleske na SP 2006. | Sastav Engleske na SP 2006. | Sastav Engleske na SP 2006. |
| --- | --------------------------- | --------------------------- |
| |                             |                             |
| 1 Robinson • 2 Neville • 3 A. Cole • 4 Gerrard • 5 Ferdinand • 6 Terry • 7 Beckham • 8 Lampard • 9 Rooney • 10 Owen • 11 J. Cole • 12 Campbell • 13 James • 14 Bridge • 15 Carragher • 16 Hargreaves • 17 Jenas • 18 Carrick • 19 Lennon • 20 Downing • 21 Crouch • 22 Carson • 23 Walcott • izbornik: Eriksson |                             |                             |

| Sastav Engleske na SP 2010. | Sastav Engleske na SP 2010. | Sastav Engleske na SP 2010. |
| --- | --------------------------- | --------------------------- |
| |                             |                             |
| 1 James • 2 Johnson • 3 A. Cole • 4 Gerrard • 5 Dawson • 6 Terry • 7 Lennon • 8 Lampard • 9 Crouch • 10 Rooney • 11 J. Cole • 12 Green • 13 Warnock • 14 Barry • 15 Upson • 16 Milner • 17 Wright-Phillips • 18 Carragher • 19 Defoe • 20 King • 21 Heskey • 22 Carrick • 23 Hart • izbornik: Capello |                             |                             |

| Sastav Engleske na SP 2010. | Sastav Engleske na SP 2010. | Sastav Engleske na SP 2010. |
| --- | --------------------------- | --------------------------- |
| |                             |                             |
| 1 James • 2 Johnson • 3 A. Cole • 4 Gerrard • 5 Dawson • 6 Terry • 7 Lennon • 8 Lampard • 9 Crouch • 10 Rooney • 11 J. Cole • 12 Green • 13 Warnock • 14 Barry • 15 Upson • 16 Milner • 17 Wright-Phillips • 18 Carragher • 19 Defoe • 20 King • 21 Heskey • 22 Carrick • 23 Hart • izbornik: Capello |                             |                             |

| Sastav Engleske na EP 2012. | Sastav Engleske na EP 2012. | Sastav Engleske na EP 2012. |
| --- | --------------------------- | --------------------------- |
| |                             |                             |
| 1 Hart • 2 Johnson • 3 A. Cole • 4 Gerrard • 5 Kelly • 6 Terry • 7 Walcott • 8 Henderson • 9 Carroll • 10 Rooney • 11 Young • 12 Baines • 13 Green • 14 Jones • 15 Lescott • 16 Milner • 17 Parker • 18 Jagielka • 19 Downing • 20 Oxlade-Chamberlain • 21 Defoe • 22 Welbeck • 23 Butland • izbornik: Hodgson |                             |                             |

| Sastav Engleske na EP 2012. | Sastav Engleske na EP 2012. | Sastav Engleske na EP 2012. |
| --- | --------------------------- | --------------------------- |
| |                             |                             |
| 1 Hart • 2 Johnson • 3 A. Cole • 4 Gerrard • 5 Kelly • 6 Terry • 7 Walcott • 8 Henderson • 9 Carroll • 10 Rooney • 11 Young • 12 Baines • 13 Green • 14 Jones • 15 Lescott • 16 Milner • 17 Parker • 18 Jagielka • 19 Downing • 20 Oxlade-Chamberlain • 21 Defoe • 22 Welbeck • 23 Butland • izbornik: Hodgson |                             |                             |

| Sastav Engleske na SP 2014. | Sastav Engleske na SP 2014. | Sastav Engleske na SP 2014. |
| --- | --------------------------- | --------------------------- |
| |                             |                             |
| 1 Hart • 2 Johnson • 3 Baines • 4 Gerrard • 5 Cahill • 6 Jagielka • 7 Wilshere • 8 Lampard • 9 Sturridge • 10 Rooney • 11 Welbeck • 12 Smalling • 13 Foster • 14 Henderson • 15 Oxlade-Chamberlain • 16 Jones • 17 Milner • 18 Lambert • 19 Sterling • 20 Lallana • 21 Barkley • 22 Forster • 23 Shaw • izbornik: Hodgson |                             |                             |

| Sastav Engleske na SP 2014. | Sastav Engleske na SP 2014. | Sastav Engleske na SP 2014. |
| --- | --------------------------- | --------------------------- |
| |                             |                             |
| 1 Hart • 2 Johnson • 3 Baines • 4 Gerrard • 5 Cahill • 6 Jagielka • 7 Wilshere • 8 Lampard • 9 Sturridge • 10 Rooney • 11 Welbeck • 12 Smalling • 13 Foster • 14 Henderson • 15 Oxlade-Chamberlain • 16 Jones • 17 Milner • 18 Lambert • 19 Sterling • 20 Lallana • 21 Barkley • 22 Forster • 23 Shaw • izbornik: Hodgson |                             |                             |

| Sastav Engleske na EP 2016. | Sastav Engleske na EP 2016. | Sastav Engleske na EP 2016. |
| --- | --------------------------- | --------------------------- |
| |                             |                             |
| 1 Hart • 2 Walker • 3 Rose • 4 Milner • 5 Cahill • 6 Smalling • 7 Sterling • 8 Lallana • 9 Kane • 10 Rooney • 11 Vardy • 12 Clyne • 13 Forster • 14 Henderson • 15 Sturridge • 16 Stones • 17 Dier • 18 Wilshere • 19 Barkley • 20 Alli • 21 Bertrand • 22 Rashford • 23 Heaton • izbornik: Hodgson |                             |                             |

| Sastav Engleske na EP 2016. | Sastav Engleske na EP 2016. | Sastav Engleske na EP 2016. |
| --- | --------------------------- | --------------------------- |
| |                             |                             |
| 1 Hart • 2 Walker • 3 Rose • 4 Milner • 5 Cahill • 6 Smalling • 7 Sterling • 8 Lallana • 9 Kane • 10 Rooney • 11 Vardy • 12 Clyne • 13 Forster • 14 Henderson • 15 Sturridge • 16 Stones • 17 Dier • 18 Wilshere • 19 Barkley • 20 Alli • 21 Bertrand • 22 Rashford • 23 Heaton • izbornik: Hodgson |                             |                             |

| Sastav Engleske na SP 2018. (4. mjesto) | Sastav Engleske na SP 2018. (4. mjesto) | Sastav Engleske na SP 2018. (4. mjesto) |
| --- | --------------------------------------- | --------------------------------------- |
| |                                         |                                         |
| 1 Pickford • 2 Walker • 3 Rose • 4 Dier • 5 Stones • 6 Maguire • 7 Lingard • 8 Henderson • 9 Kane • 10 Sterling • 11 Vardy • 12 Trippier • 13 Butland • 14 Welbeck • 15 Cahill • 16 Jones • 17 Delph • 18 Young • 19 Rashford • 20 Alli • 21 Loftus-Cheek • 22 Alexander-Arnold • 23 Pope • izbornik: Southgate |                                         |                                         |

| Sastav Engleske na SP 2018. (4. mjesto) | Sastav Engleske na SP 2018. (4. mjesto) | Sastav Engleske na SP 2018. (4. mjesto) |
| --- | --------------------------------------- | --------------------------------------- |
| |                                         |                                         |
| 1 Pickford • 2 Walker • 3 Rose • 4 Dier • 5 Stones • 6 Maguire • 7 Lingard • 8 Henderson • 9 Kane • 10 Sterling • 11 Vardy • 12 Trippier • 13 Butland • 14 Welbeck • 15 Cahill • 16 Jones • 17 Delph • 18 Young • 19 Rashford • 20 Alli • 21 Loftus-Cheek • 22 Alexander-Arnold • 23 Pope • izbornik: Southgate |                                         |                                         |

| Sastav Engleske na EP 2020. (2. mjesto) | Sastav Engleske na EP 2020. (2. mjesto) | Sastav Engleske na EP 2020. (2. mjesto) |
| --- | --------------------------------------- | --------------------------------------- |
| |                                         |                                         |
| 1 Pickford • 2 Walker • 3 Shaw • 4 Rice • 5 Stones • 6 Maguire • 7 Grealish • 8 J. Henderson • 9 Kane • 10 Sterling • 11 Rashford • 12 Trippier • 13 D. Henderson (do 15. lipnja 2021.) • 13 Ramsdale (od 15. lipnja 2021.) • 14 Phillips • 15 Mings • 16 Coady • 17 Sancho • 18 Calvert-Lewin • 19 Mount • 20 Foden • 21 Chilwell • 22 White • 23 Johnstone • 24 James • 25 Saka • 26 Bellingham • Izbornik: Southgate |                                         |                                         |

| Sastav Engleske na EP 2020. (2. mjesto) | Sastav Engleske na EP 2020. (2. mjesto) | Sastav Engleske na EP 2020. (2. mjesto) |
| --- | --------------------------------------- | --------------------------------------- |
| |                                         |                                         |
| 1 Pickford • 2 Walker • 3 Shaw • 4 Rice • 5 Stones • 6 Maguire • 7 Grealish • 8 J. Henderson • 9 Kane • 10 Sterling • 11 Rashford • 12 Trippier • 13 D. Henderson (do 15. lipnja 2021.) • 13 Ramsdale (od 15. lipnja 2021.) • 14 Phillips • 15 Mings • 16 Coady • 17 Sancho • 18 Calvert-Lewin • 19 Mount • 20 Foden • 21 Chilwell • 22 White • 23 Johnstone • 24 James • 25 Saka • 26 Bellingham • Izbornik: Southgate |                                         |                                         |

| Sastav Engleske na SP 2022. | Sastav Engleske na SP 2022. | Sastav Engleske na SP 2022. |
| --- | --------------------------- | --------------------------- |
| |                             |                             |
| 1 Pickford • 2 Walker • 3 Shaw • 4 Rice • 5 Stones • 6 Maguire • 7 Grealish • 8 Henderson • 9 Kane • 10 Sterling • 11 Rashford • 12 Trippier • 13 Pope • 14 Phillips • 15 Dier • 16 Coady • 17 Saka • 18 Alexander-Arnold • 19 Mount • 20 Foden • 21 White • 22 Bellingham • 23 Ramsdale • 24 Wilson • 25 Maddison • 26 Gallagher • izbornik: Southgate |                             |                             |

| Sastav Engleske na SP 2022. | Sastav Engleske na SP 2022. | Sastav Engleske na SP 2022. |
| --- | --------------------------- | --------------------------- |
| |                             |                             |
| 1 Pickford • 2 Walker • 3 Shaw • 4 Rice • 5 Stones • 6 Maguire • 7 Grealish • 8 Henderson • 9 Kane • 10 Sterling • 11 Rashford • 12 Trippier • 13 Pope • 14 Phillips • 15 Dier • 16 Coady • 17 Saka • 18 Alexander-Arnold • 19 Mount • 20 Foden • 21 White • 22 Bellingham • 23 Ramsdale • 24 Wilson • 25 Maddison • 26 Gallagher • izbornik: Southgate |                             |                             |

| Sastav Engleske na EP 2024. (2. mjesto) | Sastav Engleske na EP 2024. (2. mjesto) | Sastav Engleske na EP 2024. (2. mjesto) |
| --- | --------------------------------------- | --------------------------------------- |
| |                                         |                                         |
| 1 Pickford • 2 Walker • 3 Shaw • 4 Rice • 5 Stones • 6 Guéhi • 7 Saka • 8 Alexander-Arnold • 9 Kane • 10 Bellingham • 11 Foden • 12 Trippier • 13 Ramsdale • 14 Konsa • 15 Dunk • 16 Gallagher • 17 Toney • 18 Gordon • 19 Watkins • 20 Bowen • 21 Eze • 22 Gomez • 23 Henderson • 24 Palmer • 25 Wharton • 26 Mainoo • Izbornik: Southgate |                                         |                                         |

| Sastav Engleske na EP 2024. (2. mjesto) | Sastav Engleske na EP 2024. (2. mjesto) | Sastav Engleske na EP 2024. (2. mjesto) |
| --- | --------------------------------------- | --------------------------------------- |
| |                                         |                                         |
| 1 Pickford • 2 Walker • 3 Shaw • 4 Rice • 5 Stones • 6 Guéhi • 7 Saka • 8 Alexander-Arnold • 9 Kane • 10 Bellingham • 11 Foden • 12 Trippier • 13 Ramsdale • 14 Konsa • 15 Dunk • 16 Gallagher • 17 Toney • 18 Gordon • 19 Watkins • 20 Bowen • 21 Eze • 22 Gomez • 23 Henderson • 24 Palmer • 25 Wharton • 26 Mainoo • Izbornik: Southgate |                                         |                                         |